# نهضت ملی‌شدن صنعت نفت ایران
نهضت ملی‌شدن نفت (۲۹ اسفند ۱۳۲۹–۲۸ مرداد ۱۳۳۲) دوره مبارزات مردم ایران، برای ملی کردن صنعت نفت ایران بود.
قرارداد دارسی در دوره خفقان قاجار و تحت تأثیر نیاز مالی مظفرالدین شاه برای تهیه خرج سفرهای فرنگستان و ناآگاهی او و اطرافیانش نسبت به ارزش نفت در دنیای آنروز سهم اندکی برای ایران (۱۶ درصد از سود ناخالص معادل ۱۱ درصد از سود خالص) در نظر گرفته بود. از ۱۳۰۷–۱۳۱۲ رضاشاه توسط تیمورتاش برای افزایش سهم ایران هفت بار با انگلیسها مذاکره کرد و راه بجایی نبرد تا در نهایت با لغو یکجانبه آن تحت شرایط بحرانی ایران آنروز و قدرت اقتصادی و نظامی انگلیس قرارداد ۱۹۳۳ بسته شد که اندکی بهتر بود ولی با یک قرارداد منصفانه فاصله زیادی داشت. پس از جنگ دوم جهانی و فضای آزادی نسبی بیان دوران شاه جدید (محمدرضا پهلوی) بحث‌های مربوط به نفت دوباره در بین روشنفکران و نمایندگان مجلس شروع شد. در دوازدهم آذر ۱۳۲۳ مجلس به طرح مصدق رأی داد که اعطای امتیاز نفت به هر دولت یا شرکت خارجی را ممنوع می‌کرد، رحیمیان نیز خلال نطق خود در مخالفت با رأی اعتماد به دولت سهام‌السلطان بیات پیشنهاد داد تا امتیاز نفت کلا لغو شود و موفق شد پانزده امضا جمع کرده و آنرا در دستور کار مجلس بگذارد.
جرقه میدانی جنبش با اعتراض کارگران نفت در تیرماه ۱۳۲۵ شروع شد که موجب کشته شدن ۵۰ نفر و زخمی شدن ۱۵۰ نفر در ۲۳ تیر ۱۳۲۵ شد. مجدداً از مرداد ۱۳۲۵ نمایندگان مجلس شروع به این بحث کردند. احمد قوام حزب دمکرات را تشکیل داد، اسلامگراها به رهبری کاشانی وارد شدند. از شهریور ۱۳۲۵ نوای ملی شدن نفت در مجلس به گوش می‌رسید. از ۱۳۲۵ تا ۱۳۲۹ شاه جدید هنوز قدرت مطلقه نداشت. نخبگان که در دوره رضاشاه تحت اختناق بودند آزادی یافتند، احزاب قدرتمندتر شدند، اتحادیه‌های کارگری توسعه یافتند. به دلیل اتکای شاه جدید بر دو تکیه گاه (ارتش-روحانیت) روحانیونی مانند کاشانی در سیاست حضور یافتند و به این ترتیب جوانان و دانشگاهیان تحت تأثیر سه نیروی چپ، ملی‌گرا و اسلامگرا قرار گرفتند.
انگلیس در اسفند ۱۳۲۹ یک مذاکره جدید با عباسقلی گلشاییان وزیر دارایی رزم آرا انجام داد که به قرارداد الحاقی گس گلشاییان منجر شد ولی با وجود فشارهای رزم آرا مورد قبول مجلس قرار نگرفت.

ملی کردن صنعت نفت در در ۲۴ اسفند ۱۳۲۹ تاکتیکی بود که سیاستمداران ایران بکار بردند تا از قرارداد نفت خلاصی یابند. در خرداد ۱۳۳۰ دولت ایران هیئت مدیره شرکت ملی نفت را تعیین کرد و از روسای انگلیسی پالایشگاه خواست با آنها کار کنند (خلع ید). شکایت انگلستان به دادگاه لاهه به جایی نرسید. انگلیسها ابتدا شروع به کارشکنی کردند سپس پرسنل خود را خارج کردند و شروع به تهدید نظامی کردند. ایران در روزنامه‌های معروف اروپا و آمریکا آگهی استخدام پرسنل نفت منتشر کرد. عده زیادی رزومه ارسال کردند ولی کشورهای اروپایی به این افراد اجازه خروج از فرودگاه‌هایشان را نداده پاسپورت آنها را ضبط کردند!. سپس کشورهای غربی خرید نفت ایران را تحریم کردند. با اینکه مهندسین ایرانی پالایشگاه آبادان را که بزرگ‌ترین پالایشگاه دنیا بود راه‌اندازی و تولید را ادامه دادند طی دو سال ۱۳۳۰–۱۳۳۱ نتوانستند نفت صادر کنند. شوروی که قرار بود ۱٫۵ تن طلایی که از زمان جنگ دوم به ایران بدهکار بود بدهد از تحویل آن به دولت دکتر مصدق خودداری کرد و دولت دچار سختی در اداره کشور شد. از خرداد ۱۳۳۰ تا اسفند ۱۳۳۱ پنج پیشنهاد نفت توسط انگلیس آمریکا و بانک جهانی به مصدق ارائه شد که همگی بر حق انگلستان از نفت ایران مطابق قرارداد ۱۹۳۳ که تا سال ۱۹۹۳ باید ادامه پیدا می‌کرد تأکید داشتند و این مغایر با ملی‌سازی و مالکیت مردم بر منابع خود بود و مصدق آنها را رد می‌کرد. دکتر مصدق برای حل مشکل با انگلیس (رفع تحریمها) آماده بود کلیه ضرر و زیان شرکت در دوره دو ساله ملی شدن نفت را پرداخت کند ولی انگلیس و آمریکا اصرار می‌کردند که ایران باید سودی را که انگلیس در مدت باقیمانده از قرارداد ۱۹۳۳ یعنی تا ۱۹۹۳ قرار بود بدست بیاورد پرداخت کند (چهل سال از مدت قرار داد باقیمانده بود و انگلیس تمام سود آینده حاصل از آنرا مطالبه می‌کرد). از نظر مصدق این عمل نا عادلانه بود و مقدار مبلغ هم بقدری زیاد می‌شد که غیر عملی بود. در نهایت آمریکا و انگلیس به این نتیجه رسیدند که کودتا برای بیرون راندن مصدق از صحنه سیاست ایران تنها راه است.

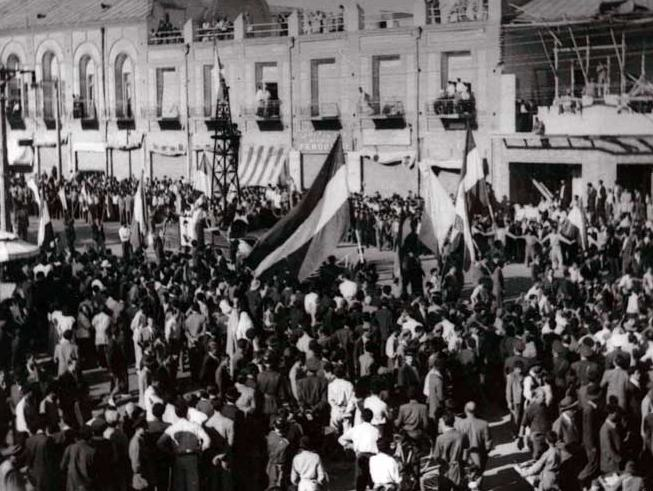
راهپیمایی مردم در پشتیبانی از ملی‌شدن صنعت نفت

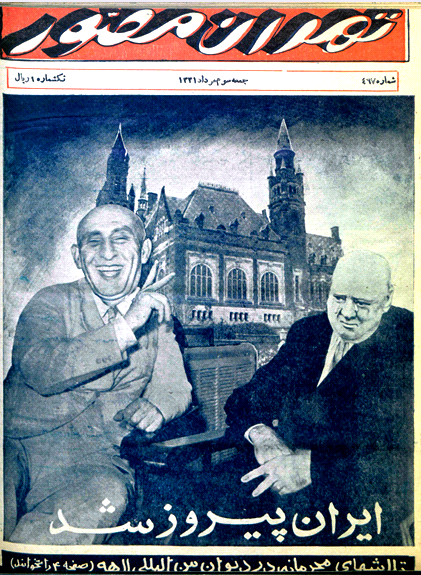
تصویر روی جلد نشریه تهران مصور - سوم مرداد ۱۳۳۱

دوره تاریخی ملی‌شدن صنعت نفت ایران در ۲۹ اسفند ۱۳۲۹ با تصویب قانون ملی شدن نفت به اوج رسید و با کودتای ۲۸ مرداد ۱۳۳۲ پایان گرفت. 

## پیشینه

### امتیازنامه دارسی
ببینید: قرارداد دارسی
ببینید: شرکت نفت ایران و انگلیس
در سال ۱۲۸۰ (۱۹۰۱ م) قراردادی توسط دربار مظفرالدین‌شاه قاجار و شخصی بریتانیایی‌تبار به نام ویلیام ناکس دارسی به امضا رسید که به قرارداد دارسی معروف شد. بر پایه این قرارداد، ویلیام دارسی امتیاز انحصاری اکتشاف و استخراج نفت در جنوب ایران را بدست آورد. شرکت نفت دارسی، پس از هفت سال، سرانجام در ۲۶ مه ۱۹۰۸ میلادی در منطقه مسجد سلیمان به نفت رسید. نفت ایران هنگامی اهمیت بیشتری پیدا کرد که دولت انگلستان با خرید سهام دارسی درصدد برآمد به‌طور مستقیم‌تری در این پروژه بزرگ مشارکت نماید و پس از آن دولت انگلستان خود مالک بی‌رقیب منابع نفتی عظیم ایران در بخش‌های جنوب و جنوب شرقی شد. پس از جنگ اول جهانی بود که انگلستان درصدد برآمد نفوذ خود را در حوزه‌های نفتی ایران بیش از پیش مستحکم‌تر سازد و از ورود هر کشور یا شرکت نفتی خارجی به این مناطق ممانعت به عمل آورد. با توجه به درآمد ناعادلانه که از کشف و صدور نفت ایران عاید انگلیس می‌شد خیلی زود بر محافل داخلی کشور آشکار شد که قرارداد پیشین دارسی نمی‌تواند حقوق اقتصادی دولت ایران را تأمین نماید، بنابراین تلاش‌های صورت گرفت تا در مفاد این قرارداد تجدیدنظرهایی صورت بگیرد.

### قرارداد ۱۹۳۳
ببینید: قرارداد ۱۹۳۳
در سال ۱۳۱۲ و در دوره رضاشاه تصمیم گرفته می‌شود که به قرارداد دارسی پایان داده شود. با الغای قرارداد دارسی اما دولت ایران نتوانست مالکیت منابع نفتی را در اختیار بگیرد. شخص رضاشاه پس از مذاکره با سر جان کدمن، رئیس شرکت نفت ایران و انگلیس، و رجینالد هوار سفیر بریتانیا در ایران این قرارداد را قبول کرد و مقامات دولت را وادار به تصویب آن کرد. مجلس شورای ملی نیز به اتفاق آرا آن را تصویب کرد. در این قرارداد شرکت نفت ایران و انگلیس همچنان به اکتشاف و استخراج و فروش منابع نفتی ایران، بدون هیچ الزامی به ارائه صورت عملکرد به دولت ایران، ادامه می‌داد. مدت قرارداد ۶۰ سال تعیین شد.

## زمینه‌های مخالفت با قراردادهای نفت

### دلایل مخالفت با قرارداد ۱۹۳۳
در قرارداد ۱۹۳۳ مفاد متعددی وجود داشت که بذر مناقشات آینده را کاشت:
- امتیاز نفت ۳۲ سال دیگر تمدید شد. بلافاصله پس از کناره‌گیری رضاشاه، سیاستمداران ایران شروع به محکوم کردن این تمدید کردند.
- حق امتیازی که به ازای هر تن نفت ۴ شیلینگ (طلا) تعیین شده بود، افزایش احتمالی قیمت نفت را در نظر نگرفت، اما محافظ در برابر کاهش قیمت بود.
- پرداخت‌های ثابت به جای مالیات بسیار ناچیز بودند و به افزایش قیمت نفت، یا افزایش سود شرکت یا تغییرات احتمالی در قوانین مالیات بر درآمد در ایران بستگی نداشتند.
- سهم ۲۰ درصدی ایران از سود جهانی باید بر اساس تقسیم سود به سهامداران عادی محاسبه می‌شد ولی در اینحالت تابع سیاست‌ها و تصمیمات شرکت نفت و دولت انگلیس بود.
- میزان سهم ایران متأثر از تصمیمات شرکت برای توزیع، افزایش نرخ مالیات دولت بریتانیا، محدودیت‌های تقسیم سود توسط دولت بریتانیا در طول جنگ و سال‌های پس از جنگ و همچنین سیاست شرکت مبنی بر سرمایه‌گذاری درامدها در پروژه‌های مختلف بود.

### مواردی که یا از قرارداد دارسی باقی مانده بودند یا از ۱۹۳۳ ببعد ایجاد شده بودند
- فروش نفت به نیروی دریایی بریتانیا با نرخ‌های بسیار پایین که پس از تغییر سوخت نیروی دریایی انگلیس از ذغال به نفت در سال ۱۹۱۱ اتفاق افتاده بود.
- فروش ۵۱ درصد سهام شرکت به دولت انگلیس در سال ۱۹۱۴ میلادی بدون اطلاع ایران که از ابتدا سهامدار این شرکت بود وضع پیچیده‌ای ایجاد کرده بود چون دولت انگلیس سهامدار اصلی نفت ایران شده بود.
- عدم ارائه دفاتر حسابداری شرکت به نماینده دولت ایران
- شرکت هنوز بیشتر از آن‌که به عنوان حق‌الامتیاز به ایران می‌پردازد، به بریتانیا مالیات می‌پردخت. در سال ۱۹۵۰، شرکت بیش از ۳۶ میلیون پوند مالیات به دولت انگلیس داده بود درحالیکه سهم ایران اندکی بیش از ۱۶ میلیون پوند بود!.[۸]
- در زمان رضاشاه، ایرانیان قانونی بودن امتیاز دارسی را زیر سؤال برده بودند و استدلال می‌کردند که این امتیاز تحت حکومت قاجار اعطا شده که دیگر وجود ندارد و نیز در آن حکومت نهادهای مردمی مثل مجلس در ایران وجود نداشته‌اند.[۹]این استدلال قانونی مجدداً در اواخر دهه ۱۹۴۰ در مورد حکومت رضاشاه و قرارداد ۱۹۳۳ مطرح شد و مبتنی بر این واقعیت بود که قرارداد ۱۹۳۳ به روشی غیرقانونی توسط شاه اعطا شده است.
- رفتار شرکت نفت با کارگران ایرانی ناشایست بود. تفاوت فاحش بین رفتار با یک انگلیسی و حتی یک هندی مشغول در صنعت نفت ایران با یک ایرانی مشهود بود. گروه مصدق تصاویری از آلونکهای کارگران ایرانی پالایشگاه آبادان را با خود به دادگاه بردند که نشان می‌داد آنها در وضع غیرانسانی بدون امکانات و بدون بهداشت زندگی می‌کنند.
- دخالت شرکت در امور سیاسی ایران. تیم مصدق اسناد خانه سدان را بدست آورد که نمونه‌های این دخالت را اثبات می‌کرد؛ مثلاً التماس علی منصور به شرکت برای باقی ماندن در منصب خود یا کمک شرکت به بهرام شاهرخ برای گرفتن شغل در بی‌بی‌سی فارسی[۱۰]
- شرکت نفت عربستان آرامکو در سال ۱۳۲۹/۱۹۵۰ با امریکاییها به سهم ۵۰ درصدی دست پیدا کرده بود و همین کار را نیز ونزوئلا چند سال قبل از ان انجام داده بود.[۱۱]

پس از استعفای رضاشاه در بیست شهریور و ورود نیروهای متفقین به ایران، نخستین انتقادها بر قرارداد ۱۹۳۳ در دوره چهاردهم مجلس شورای ملی انجام شد. در یک نطق محمد مصدق در زمینه این قرارداد در مجلس چهاردهم می‌گوید:
 «اگر امتیاز دارسی تمدید نشده بود، در سال ۱۹۶۱ م (۱۳۴۰ خ) به بعد دولت نه تنها به صدی ۱۶ عایدات حق داشت، بلکه صدی صد عایدات حق دولت بود؛ بنابراین صدی ۸۴ از عایدات که در ۱۹۶۱ م حق دولت می‌شود، بر طبق قرارداد جدید کمپانی آن را تا ۳۲ سال دیگر می‌برد. صدو بیست و شش میلیون لیره انگلیس از قرار ۱۲۸ ریال، ۱۶۰۱۲۸۰۰۰۰۰۰ ریال می‌شود و تاریخ عالم نشان نمی‌دهد که یکی از افراد مملکت به وطن خود در یک معامله ۱۶ بیلیون و ۱۲۸ هزار ریال ضرر زده باشد و شاید مادر روزگار دیگر نزاید کسی را که به بیگانه چنین خدمتی کند.»
در همین مجلس بود که طرح تحریم امتیاز نفت در آذر ۱۳۲۳ تصویب شد.

### سیاست موازنه منفی
ببینید: امتیاز نفت شمال
ببینید: حزب توده ایران
ببینید: موازنه منفی
پس از اشغال ایران توسط متفقین در جنگ جهانی دوم، رقابت استعمارگران بر سر نفت، تشدید شد. دولت ایران بعد از مواجهه با تقاضای شرکت‌های نفتی هر سه کشور، اعلام کرد که دادن هرگونه امتیاز باید به بعد از جنگ موکول شود، زیرا در زمان حاضر و به دلیل وجود جنگ، وضعیت اقتصادی کشورها روشن نیست. در نتیجه تقاضای هر سه دولت رد شد. پس از پایان جنگ جهانی دوم، مطابق قرارداد ۱۹۴۳ انگلیس و شوروی موظف بودند ظرف مدت شش ماه پس از خاتمه جنگ، نیروهای خود را از خاک ایران خارج نمایند. شوروی نه تنها از خاک ایران خارج نشد، بلکه نیروهای دیگری هم وارد نقاط شمالی ایران کرد. در این زمان قوام، نخست‌وزیر بود. یکی از اقدامات قوام، عقد قراردادی بود که بین دولت ایران و سفیر شوروی در تهران به امضا رسید. براساس این قرارداد، نیروهای شوروی می‌بایست ظرف یک ماه و نیم خاک ایران را ترک کنند و قرار شد شرکت مختلط نفت ایران و شوروی ایجاد شود و اساسنامه آن ظرف هفت ماه برای تصویب به مجلس پانزدهم پیشنهاد گردد.
در سی‌ام مهرماه ۱۳۲۶، نمایندگان مجلس شورای ملی ماده واحده‌ای را به تصویب رساندند که منتفی شدن قرارداد نفت ایران و شوروی هدف اصلی آن بود. همچنین در این ماده واحده تأکید شده بود که دادن هرگونه امتیازی به خارجی‌ها ممنوع است و دولت مکلف است که به منظور استیفای حقوق ملت ایران از نفت جنوب اقدام کند. دولت انگلستان از تصویب این ماده واحده ناراضی نبود، زیرا این طرح موجب شده بود که دست شوروی‌ها از منابع نفتی ایران کوتاه گردد. اما دولت انگلستان به منظور حفظ سلطه خویش بر نفت جنوب و جلوگیری از استیفای حقوق ملت ایران با مقامات کشور وارد مذاکره شد تا این قرارداد را به تصویب برساند.

## جنبش کارگران صنعت نفت
اولین جرقه نهضت توسط کارگران صنعت نفت زده شد که از شرایط کاری خود ناراضی بودند:
۲۰ اردبیهشت ماه ۱۳۲۵: عده‌ای از کارگران آغاجاری به دلیل کمی دستمزد و سختی زندگی اعتصاب کردند.
۱۱ تیرماه ۱۳۲۵: ۶ هزار نفر از کارگران در آبادان اعتصاب کردند که ۶ تقاضا داشتند که شرکت نفت ایران و انگلیس پنج تقاضا را قبول کرد اما تقاضای ششم را که به پرداخت دستمزد روز جمعه مربوط می‌شد، نپذیرفت.
۲۲ تیرماه ۱۳۲۵: به دنبال بی‌توجهی شرکت نفت به درخواست کارگران؛ اعتصاب عمومی در تمام مراکز نفتی شروع شد و دوساعت بعد از شروع اعتصاب، عموم کارگران و کارمندان دست از کار کشیدند و با اعلام حکومت نظامی، مأموران برای کنترل امور آمدند.
۲۳ تیرماه ۱۳۲۵: ادامه اعتصاب به شورش و درگیری منجر شد، به نحوی که ۵۰ نفر کشته و بیش از ۱۵۰ نفر زخمی شدند، سپس انگلیس نیروهای خود را در بصره به حال آماده باش درآورد و دو کشتی جنگی به آبادان اعزام کرد. مظفر فیروز معاون سیاسی نخست‌وزیر به خوزستان رفت و حکومت نظامی در استان برقرار شد. کارگران ادعا کرده بودند که شرکت نفت عشایر عرب را بر علیه کارگران نفت تحریک می‌کند. حتی روزنامه محافظه کار اطلاعات گزارش کرد که در ۲۳ تیرماه ۱۳۲۵ حدود ۴۰ تا ۶۰ نفر کشته شدند
۲۴ تیرماه ۱۳۲۵: هیئتی متشکل از وزیر بازرگانی و معاون نخست‌وزیر و دو نفر از رهبران حزب توده به آبادان رفتند تا با مذاکره با نمایندگان کارگران و کارفرمایان اعتصاب را پایان دهند و گفته شد که دستمزد روز جمعه پرداخت و قانون کار کاملاً اجرا می‌شود، به این ترتیب اعتصاب در روز سوم پایان یافت.
از مردادماه ۱۳۲۵ وکلای مجلس صدای ملت را شنیده و نیروهای سیاسی نیز تحت تأثیر این اعتراضها تشکیل می‌شود.
در تاریخ ۹ فروردین ۱۳۳۰ نیروهای نظامی در آبادان مردم را به آتش بستند و سه نفر را به قتل رساندند. روز بعد نزدیک به هزار نفر از کارگران لوله نفت به اعتصاب‌کنندگان پیوستند. یک هفته بعد وضع آرام گرفت و تا روز ۱۸ فروردین نزدیک به یک سوم اعتصاب کنندگان به سر کار خود بازگشتند. لیکن در ۲۳ فروردین کارگران بندر معشور و آبادان دست به شورش زدند و این امر منجر به کشته و زخمی‌شدن چند تن از کارگران شرکت نفت شد.
در تاریخ ۲۷ فروردین ۱۳۳۰، آیت‌الله کاشانی بیانیه‌ای منتشر ساخت و از کارگران شرکت خواست تا به شورش خود خاتمه دهند و به کارگران اطمینان داد که انگلیسی‌ها به زودی ایران را ترک خواهند گفت و دولت ایران خسارتهای وارده به آن‌ها را جبران خواهد کرد.
دکتر مصدق نیز در جلسه ۲۷ فروردین مجلس شورای ملی در مخالفت با اعلام حکومت نظامی در خوزستان اظهار داشت دلیل اینکه نمایندگان جبهه ملی از دادن رأی به پیشنهاد دولت مبنی بر اعلام حکومت نظامی، خودداری کردند جز این نبود که دولت بدون تحقیق و بدون رسیدگی به این موضوع که آیا این اعتصاب بجاست یا بیجاست آن را اعلام کرد. مصدق سپس بیانیه جبهه ملی را خطاب به کارگران و نصیحت دادن به آن‌ها مبنی بر اینکه دست از اعتصاب کشیده بر سر کار خود برگردند، ایراد کرد. به هر ترتیب با دستگیری تعدادی از سران اعتصاب و سرکوبی شورش کارگران امنیت نسبی برقرار شد و تا روز ۱۲ اردیبهشت ۱۳۳۰ آبادان تنها جایی بود که هنوز اعتصاب در آن ادامه داشت اما به تدریج تعدادی از کارگران به سر کار خود بازگشتند. در این تاریخ سپهبد شاه‌بختی (فرمانده نظامی اعزامی از تهران) در تلگرافی که از استان ششم (خوزستان) به علاء مخابره کرد اظهار داشت: “اعتصاب هنوز در آبادان ادامه دارد ولی در نتیجه اقدامات معموله ۳۷۵۰۰ نفر مشغول کار شده‌اند برای دستگیری محرکین مرتباً اقدام و امروز چهار نفر از مسببین اصلی اعتصاب به نام کروالیان. زواری، آقاداشی و کیهان پناه بازداشت] شده‌اند]. “
اعتصاب کارگران شرکت نفت اگرچه با تلاش بسیار دولت ایران پایان پذیرفت اما دولت انگلستان همچنان در پی دسیسه و تحریک کارمندان ایرانی شرکت نفت بود به‌طوری‌که در تاریخ ۱۸ اردیبهشت ۱۳۳۰ سپهبد شاه‌بختی (فرمانده نظامی اعزامی از تهران) در تلگراف خود از استان ششم (خوزستان) به دکتر مصدق نخست‌وزیر وقت اعلام داشت:
طبق اطلاع واصله کارمندان عالی‌رتبه ایرانی شرکت نفت به تصور اینکه در موقع اجرای قانون ملی‌شدن صنعت نفت ممکن است بیکار شوند اظهار نگرانی نموده‌اند گفته می‌شود که این شایعات از ناحیه کارمندان خارجی شرکت نفت می‌باشد.
ببینید: کمیسیون مخصوص نفت

## قرارداد گس-گلشائیان
در سال ۱۳۲۸ دولت هژیر کنار رفت و سپهبد رزم‌آرا نخست‌وزیر شد. در ۲۶ تیرماه ۱۳۲۸ گس نماینده شرکت نفت انگلیس و گلشاییان وزیر دارایی ایران اصلاحیه ای تنظیم کردند که در مجلس شانزدهم از سوی رزم‌آرا مطرح شد. به موجب قرارداد گس - گلشاییان یا لایحه الحاقی حداقل پرداختی سالانه شرکت به ایران که در قرارداد دارسی به ۷۵۰ هزار لیره افزایش یافته بود به ۴ میلیون لیره افزایش می‌یافت و علاوه بر ۲۰ درصد سهم ایران در سود، مبلغ ۴ شیلینگ در تن نفت که در قرارداد ۱۹۳۳ بود به ۶ شیلینگ در تن افزایش یافت. این قرارداد سهم ایران را به حدود ۴۰ درصد می‌رساند.
مجلس شورای ملی آن را رد کرد. رزم آرا با این رویه مجلس مخالفت کرد و جمله معروف خود را گفت که؛ ایرانی که نمی‌تواند لولهنگ (آفتابه) بسازد چگونه می‌خواهد صنعت نفت را اداره کند که باعث عصبانیت خیلیها شد. رزم آرا در ۱۶ اسفند ۱۳۲۹ توسط خلیل طهماسبی ترور شد و ولی بزودی سپس کمیسیون مخصوص نفت طرح ملی‌شدن صنعت نفت را پیشنهاد کرد و در ۲۴ اسفند تصویب شد.

## تصویب قانون ملی شدن نفت

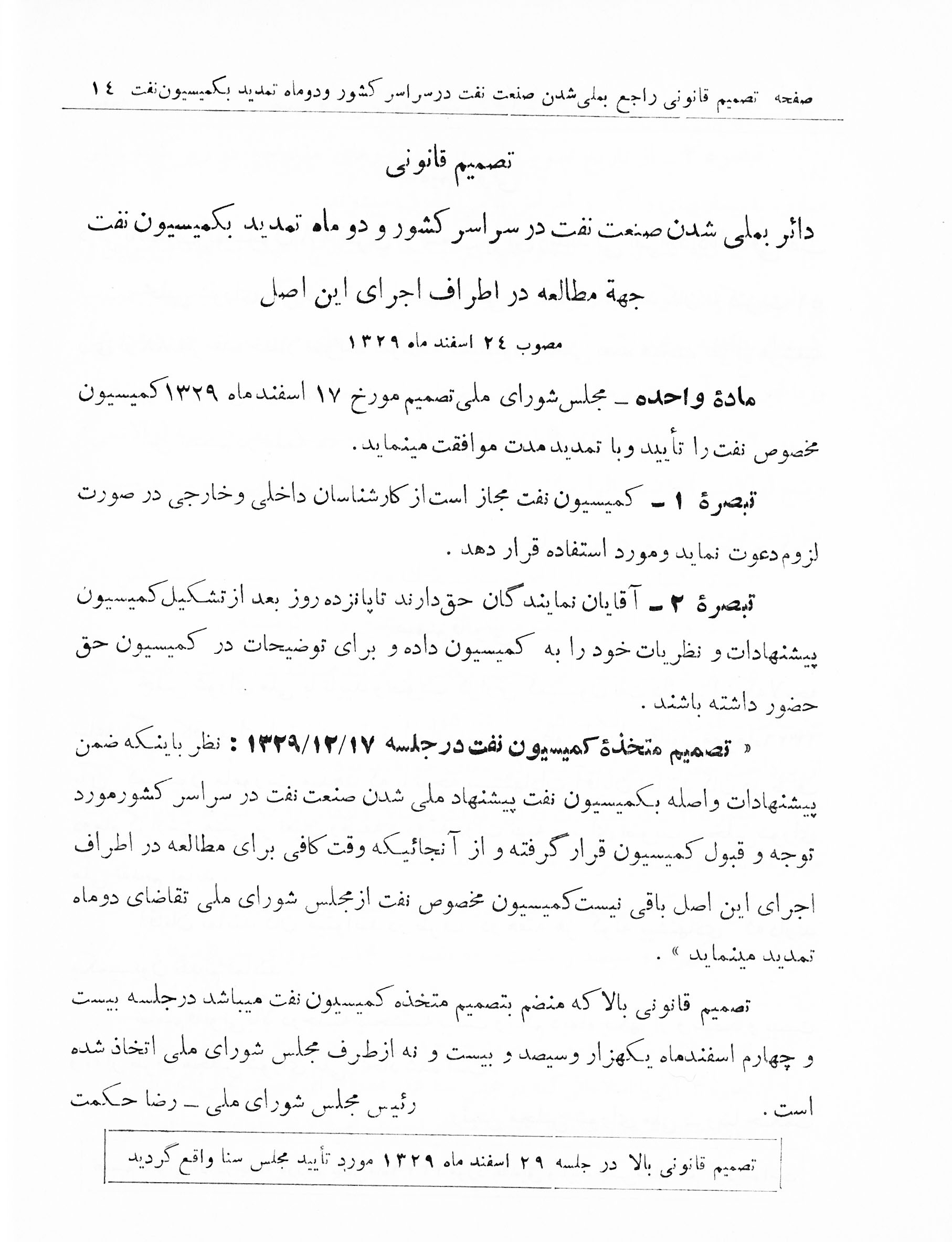
قانون ملی کردن نفت ایران، در سراسر کشور. مجلس شورای ملی، دوره شانزدهم قانونگذاری، صفحهٔ ۱۴.

گسترش فعالیت‌های سیاسی پس از شهریور ۱۳۲۰ سبب گسترش مبارزات مردم و به ویژه توجه آنان به وضع قرارداد نفت شده بود. دکتر محمد مصدق در مجلس و بیرون از آن این جنبش را که به «نهضت ملی شدن نفت» معروف شد، هدایت می‌کرد و در راس مبارزات ملی شدن صنعت نفت ایران قرار داشت. با رشد جنبش ملی شدن نفت، محافل وابسته برای سرکوب جنبش تلاش‌های تازه‌ای را آغاز کردند و هم‌زمان، فشارهای سیاسی و اقتصادی از جانب انگلیس فزونی گرفت و با اعزام ناوگان جنگی به خلیج فارس، این فشارها ابعاد نظامی یافت. در چنین موقعیتی کارگران با اعتصاب‌ها، موقعیت دکتر مصدق را مستحکم‌تر کردند.

### مجلس شانزدهم
در انتخابات مجلس شانزدهم ۱۳۲۸ از همان آغاز رزم‌آرا، رئیس ستاد ارتش تلاش کرد تا نیروهای نزدیک به خود را به مجلس بفرستد. مصدق و یارانش در جبهه ملی برای رویارویی با تقلب، به دربار متحصن شده و از شاه درخواست کردند تا جلوی دخالت ارتش در سیاست را بگیرد. این انتخابات با پیروزی رزم‌آرا (که بعداً با رأی همین مجلس به نخست‌وزیری رسید) به پایان رسید؛ ولی با پشتیبانی سرلشکر زاهدی (رقیب دیرینه رزم‌آرا) در مقام رئیس شهربانی و حمایت ضمنی شاه که آن زمان رزم‌آرا را دشمن درجه یک خود می‌دید، صندوقهای ساختگی آراء تهران باطل شده و در نوبت دوم انتخابات تهران، اقلیت جبهه ملی با رهبری مصدق با کسب هشت کرسی از دوازده کرسی تهران به مجلس راه یافتند.
در سال ۱۳۲۹ اقلیت مجلس به شدیدترین شکل به رویارویی با نخست‌وزیر رزم‌آرا که قصد مصالحه با انگلیس در جریان نفت را داشت، پرداخت. رزم‌آرا چنین استدلال می‌کرد که ما توان فنی در اختیار گرفتن کامل صنعت نفت را نداریم خواب آشفته نفت جلد اول -ص۱۲۵ تا ۱۳۰- محمد علی موحد و باید به افزایش سهم ایران از سود حاصل، به پنجاه درصد رضایت دهیم. همین باعث شد تا او را به عنوان یک خائن به منافع ملی ایران معرفی کنند. در بیرون از مجلس نیز جریان‌های گوناگون کشور از دربار تا اسلامگرایان تندرو ائتلافی ضد رزم‌آرا ایجاد کرده بودند.

مصدق (۱۳۲۹) در آن دوران در مجلس و در مقام مخالفت با رزم‌آرا و انتقاد از برکناری سرلشکر زاهدی از ریاست شهربانی توسط رزم‌آرا، می‌گوید: 
آن روزی که ما گفتیم باید شهربانی رئیسش منفصل نشود و موازنه سیاسی برقرار باشد برای این بود که ارتش دخالت در کار مملکت نکند و ارتش برود به وظیفه نظامی و ارتشی خود عمل بکند نه اینکه ارتش رئیس شهربانی را بردارد و یک ارتشی و یک افسری را در آن جا بگذارند که به تمام معنی تابع حکم ستاد ارتش باشد. خدا شاهد است اگر ما را بکشند. پارچه پارچه بکنند، زیربار حکومت این جور اشخاص نمی‌رویم وحدانیت نیت حق خون می‌کنیم، خون می‌کنیم، می‌ریزیم، و کشته می‌شویم (با عصبانیت) اگر شما نظامی هستید من از شما نظامی‌ترم می‌کشم همین‌جا شما را می‌کشم.

رزم‌آرا اگرچه لایحه قرارداد الحاقی نفت را از مجلس پس گرفت ولی مخالفت‌ها با او ادامه یافت تا اینکه در روز شانزدهم اسفند سال ۱۳۲۹ سپهبد حاج علی رزم‌آرا در مسجد شاه تهران کشته شد. در این باره دو روایت وجود دارد. یکی اینکه خلیل طهماسبی، که پس از دستگیری در همان لحظه خود را عبدالله موحد رستگاری معرفی کرد، این کار را کرد. فداییان اسلام، گروه اسلامگرای وابسته به نواب صفوی، که آن زمان در اتحاد با آیت الله کاشانی و جبهه ملی بود، همان روز مسئولیت آن را به عهده گرفت. او پس از تصویب قانونی در مجلس شورای ملی مبتنی بر عفو قاتل رزم آرا به پیشنهاد شمس قنات‌آبادی و توشیح شاه آزاد شده و پس از کودتای ۲۸ مرداد، که دوباره بازداشت شد، قتل را منکر گشت. بنابر روایت فداییان اسلام، رزم‌آرا، هیچ اختلافی با شاه نداشت و شاه دشمن ملی شدن نفت بود. روایت دیگر آن است که اگرچه خلیل طهماسبی قصد این کار را داشت ولی در واقع گلوله او به رزم‌آرا نخورد، بلکه نخست‌وزیر ایران با گلوله‌ای با کالیبر بزرگ مربوط به یک اسلحه کلت کمری که تنها در اختیار ارتش بود، کشته شده است؛ و ضارب واقعی یک گروهبان ارتش بود (از محافظان رزم آرا) که با هماهنگی دربار و شخص اسدالله علم این قتل را انجام داده است. بنابر روایت دوم، در آن مقطع، شاه مخالف رزم‌آرا بوده و از ان می‌ترسیده که رزم آرا کودتا کرده و قدرت را در دست بگیرد. مصدق در خاطرات خود می‌گوید: 
 قاتل رزم‌آرا هرکه بود رفع کدورت از ذهن اعلی حضرت کرد

## تصویب قانون ملی شدن صنعت نفت
فردای قتل رزم‌آرا، روز ۱۷ اسفند ۱۳۲۹ کمیسیون نفت پیشنهاد ملی کردن صنعت نفت را تصویب و اعلام کرد. قانون ملی شدن صنعت نفت در واقع پیشنهادی بود که به امضای همه اعضای کمیسیون مخصوص نفت در مجلس شورای ملی ایران در ۱۷ اسفند ۱۳۲۹ به مجلس ارائه شد و در ۲۴ اسفند ۱۳۲۹ در مجلس شورای ملی تصویب گردید.
 متن پیشنهاد تصویب شده:
به‌نام سعادت ملت ایران و به‌منظور کمک به تأمین صلح جهانی، امضاکنندگان ذیل پیشنهاد می‌نماییم که صنعت نفت ایران در تمام مناطق کشور بدون استثناء ملی اعلام شود یعنی تمام عملیات اکتشاف، استخراج و بهره‌برداری در دست دولت قرارگیرد.
مجلس سنا نیز این پیشنهاد را در ۲۹ اسفند ۱۳۲۹ تصویب کرد و پیشنهاد قانونی شد. بدین ترتیب روز ۲۹ اسفند ۱۳۲۹ به عنوان روز تاریخی ملی‌شدن صنعت نفت ایران در حافظه ملت ایران باقی ماند.

### خلع ید از انگلیس
خلع ید اصطلاح حقوقی بمعنی رفع تصرفات غیرمجاز از ناحیه غیرمالک در ملک غیرمنقول (خانه، مغازه، زمین) است. در اواسط اردیبهشت ۱۳۳۰ مجلس شورای ملی دکتر علی شایگان، دکتر عبدالله معظمی، اللهیار صالح، حسین مکی و ناصرقلی اردلان و مجلس سنا مرتضی‌قلی بیات، دکتر احمد متین‌دفتری، محمد سروری، ابوالقاسم نجم و دکتر صادق رضازاده شفق را به عنوان هیئت مختلط نظارت بر اجرای خلع ید انتخاب کرد. هیئت نمایندگی خلع ید نیز عبارت بود از: مهندس مهدی بازرگان، محمدعلی وارسته، مهندس کاظم حسیبی، دکتر عبدالحسین علی‌آبادی و مهندس محمد بیات.
در ۲۰ خرداد ۱۳۳۰، هیئت‌مدیره موقت شرکت ملی نفت در ساختمان مرکزی نفت در خرمشهر (استان خوزستان) مستقر شد. هیئت‌مدیره بعد از استقرار در خرمشهر به متصدیان امور شرکت سابق اخطار کرد از صدور هرگونه دستور جز با امضای هیئت‌مدیره موقت شرکت ملی نفت خودداری کنند. همچنین از اریک دریک (Eric Drake)، مدیرکل شرکت سابق، خواست از تاریخ ملی شدن نفت، محاسبات و دفاتر معاملات را تسلیم نماید.
هیئت‌مدیره موقت از دریک در مورد ادامه خدمت او تحت نظارت هیئت‌مدیره شرکت ملی نفت سؤال کرد، اما او از شرکت خارج شد و به دنبال او مستر میس (معاونش) و بقیه کارکنان انگلیسی از شرکت بیرون رفتند و با کشتی به طرف بصره حرکت کردند. بعد از دریک، مهندس مهدی بازرگان به عنوان اولین مدیرعامل شرکت ملی نفت انتخاب شد. ۲۹ خرداد ۱۳۳۰، روز خلع ید از شرکت نفت انگلیس و ایران نام گرفت و پالایشگاه آبادان که بزرگ‌ترین پالایشگاه جهان، در اختیار شرکت ملی نفت قرار گرفت و پرچم ایران بر فراز پالایشگاه به اهتزاز درآمد.

### دادگاه لاهه
دولت انگلیس در ۶ خرداد ۱۳۳۰ به عنوان اقامه دعوی علیه ایران به دیوان دادگستری بین‌المللی (دادگاه لاهه) دادخواست داد.
در هفتم خرداد سال ۱۳۳۱ مصدق به دادگاه لاهه رفت تا در آنجا به شکایت شرکت انگلیسی پاسخ دهد. وی در تحسین ملت ایران گفت: «ملت ایران به علت‌العلل بدبختی‌های خود پی برده و مصمم است فساد را برای همیشه ریشه‌کن کند و اجازه نمی‌دهد خارجی بر سرنوشتش تسلط یابد… تصمیم ملی شدن صنعت نفت نتیجه اراده سیاسی یک ملت مستقل و آزاد است.». در این جلسه بخش اصلی دفاع برعهده پروفسور هانری رولن بود. او در یکی از مدافعاتش گفت: «پیشنهاد می‌کنم اصولی که مبنای صلاحیت این دادگاه است مورد توجه واقع شود. اینجانب تا حدی با اصولی که نویسندگان دانشمند تذکاریه دولت پادشاهی انگلیس به شما تسلیم کرده‌اند مخالف هستم… صلاحیت شما منحصراً منوط به رضایت طرفین بوده و از آن نمی‌تواند تجاوز کند… و به مجرد اینکه معلوم شد، صلاحیت دیوان متکی بر اساس اختیاری است. چاره‌ای از این نیست که دیوان باید از احراز صلاحیت خودداری کند» روز سوم تیر دکتر مصدق به تهران مراجعت کرد و دادگاه لاهه پس از ۱۲ جلسه وارد شور شده و بالاخره در ۳۱ تیرماه ۱۳۳۱ با ۹ رای مخالف در برابر ۵۶ رای موافق، عدم صلاحیت دیوان دادگستری بین‌المللی در رسیدگی به دادخواست انگلستان را صادر کرد.

### عکس العمل انگلستان به ملی سازی نفت ایران
در پی ملی شدن نفت دولت انگلیس نسبت به این موضوع واکنشهای متفاوتی در امور اقتصادی تا نظامی انجام داد.

#### عدم پرداخت حقوق پرسنل
همزمان با تصویب طرح ملی‌شدن صنعت نفت ایران از سوی مجلس‌های شورای ملی و سنا، شرکت نفت ایران و انگلیس از پرداخت سی درصد فوق‌العاده دستمزد کارگران نفت بندر ماهشهر، آغاجاری، لالی و نفت سفید امتناع ورزید و این امر موجب اعتصاب کارگران و اعلام حکومت نظامی در خوزستان شد. با اعزام نیروهای نظامی از اهواز، خرم‌آباد و اصفهان به مناطق مزبور شورش اعتصابیون کمی فروکش کرد لیکن شرکت نفت هنوز حاضر به پذیرش خواسته‌های اعتصابیون نبود.

#### خروج پرسنل انگلیسی از پالایشگاه آبادان
در روز هشتم مهرماه ۱۳۳۰ وزارت خارجه انگلیس اعلام کرد که همه پرسنل انگلیسی پالایشگاه آبادان به کشور خود بازگشتند.

#### جلوگیری از استخدام کارمندان جدید خارجی برای اداره پالایشگاه آبادان
پس از خروج کارکنان انگلیسی. شرکت ملی نفت ایران در روزنامه‌های معروف اروپا و آمریکا آگهی استخدام پرسنل نفت منتشر کرد. عده زیادی رزومه ارسال کردند ولی کشورهای اروپایی مثل سوئد- آلمان-فرانسه - اتریش… و حتی سوئیس (که در دو جنگ جهانی بیطرف مانده بود!) به این افراد اجازه خروج از فرودگاه‌هایشان را ندادند و پاسپورت آنها را ضبط کردند! در آمریکا یک شرکت آمریکایی که ۲۵۰۰ نفر پرسنل نفت برای ایران پیدا کرده بود با اخطار وزارت خارجه آمریکا مواجه شد و کار را متوقف کرد.

#### حضور نظامی انگلیس در خلیج فارس و تهدید ایران
در پی حوادث فروردین ۱۳۳۰ سومین کشتی جنگی انگلستان «ورن» وارد خلیج فارس شد و ناو جنگی اچ‌ام‌اس اوریالوس (۴۲) هم برای پیوستن به اچ‌ام‌اس گامبیا (۴۸) از مدیترانه حرکت کرد. سفیر انگلستان با حسین علاء ملاقات کرد و او را در جریان اقدامات دولت متبوعش قرار داد. در جلوی پالایشگاه آبادان سه کشتی جنگی لنگر انداختند بزرگ‌ترین آن‌ها کشتی موریشس (اچ‌ام‌اس موریس (۸۰) دارای هشتصد نفر سرباز و مجهز به ۲۴ توپ ۱۵۰ میلی‌متری بود) دو کشتی «کروازور» (اژدرافکن) ۲۵۰۰ تنی هریک مجهز به هشت دستگاه توپ ۱۲۰ میلی‌متری و مسلح به مسلسل‌های هوایی و خودکار، دو کشتی جنگی دیگر در دهانه خلیج‌فارس و مصب شط‌العرب لنگر انداختند. در بصره دو کشتی نیروبر و قایق‌های موتوری و تعداد زیادی تانک و زره‌پوش، همچنین کشتی هواپیمابر آماده نگهداشتند، در خلیج فارس نیز به‌طور تناوب کشتی‌های جنگی وارد و خارج می‌شدند. در قبرس چهار هزار چترباز پیاده شدند، در پایگاه‌های هوایی حبانیه و شعیبیه تعداد زیادی هواپیمای جت شکاری آماده نبرد بودند. بر تعداد افراد پیاده‌نظام قوای انگلیسی در بصره و سایر نقاط افزوده شد.

#### تحریم نفتی ایران
از اول سال ۱۳۳۰ نفت ایران مورد تحریم کامل توسط کشورهای غربی قرار گرفت. (فقط شرکت ایتالیایی سوپر و شرکت ژاپنی ایده میتسو از سال ۱۳۳۱ مقدار کمی نفت را با تخفیف زیاد خریدند که که آن نیز با کارشکنی انگلیس مواجه می‌شد و در نهایت تولید نفت ایران شامل مصرف داخلی و صادرات در سراسر سال ۱۳۳۱ از ۱۰٫۶ میلیون بشکه فراتر نرفت.). سایر کشورهای جهان به تحریم پیوستند و شرکتهای انگلیسی که نفت عراق، کویت و عربستان سعودی را در دست داشتند در این کشورها تولید را افزایش داده و نفت ایران را جبران کردند. در نتیجه تولید نفت خاورمیانه در سالهای ۱۹۵۱ و ۱۹۵۲ و ۱۹۵۳ هر سال حدود ۱۰ درصد افزایش یافت. این موضوع باعث تضعیف اقتصاد ایران شد. تولید نفت ایران از ۲۴۲ میلیون بشکه در سال ۱۳۲۹ به ۱۰٫۶ میلیون بشکه در سال ۱۳۳۱ کاهش یافت.

#### جنگ تبلیغاتی بر علیه مصدق
افسران و کارشناسانی که نسبت به تاریخ و فرهنگ ایران تسلط کامل داشتند در کنسولگری انگلیس در خرمشهر، اهواز و تهران همگام با کارشناسان روابط عمومی شرکت نفت ایران- انگلیس تلاش می‌کردند تا به سازماندهی افکار عمومی علیه مصدق و جریان ملی کردن صنعت نفت بپردازند. شایعه‌هایی را علیه مصدق منتشر کردند مثلاً این‌که او یک جمهوریخواه است و به دنبال این است که نظام سلطنتی را با مستمسکی به نام ملی شدن تغییر دهد. شبکه بدامن و شبکه‌های خبری در جای جای ایران شروع به انتشار خبرهای متعدد علیه مصدق کردند. تلاشهایی انجام دادند تا سیاستمداران را با خود همداستان کنند با رشوه، یا تهدید. از لندن نیروهای تازه‌نفس به کنسولگری و سفارت بریتانیا در ایران اعزام شدند تا جامعه ایران را تحت تأثیر شایعه‌ها قرار دهند. نخبگان بسیار قدرتمندی مثل خانوم لمپتون در راس این جنگ نرم‌افزاری قرار داشتند.

##### فعالیت بخش فارسی رادیو بی‌بی‌سی بر علیه مصدق
بارها مطالب ضدّ مصدق از این رادیو پخش شد به‌طوریکه کارمندان ایرانی این رسانه دست به اعتصاب زدند. در بیست و یک ژوئیه ۱۹۵۱ میلادی یکی از مقام‌های وزارت امور خارجه بریتانیا از سفیر کشورش در ایران به خاطر پیشنهادهای وی در بهبود برنامه‌های رادیویی علیه مصدق تشکر کرد: «بی‌بی‌سی تا اینجا اغلب نکاتی که شما فهرست کرده‌اید انجام داده است. اگر اطلاعات بیشتری بدهید که چگونه می‌توان برنامه‌ها را مؤثرتر کرد تا به همان ترتیب اجرا شود. ضمناً باید از حمله به طبقات حاکم اجتناب کنیم؛ چرا که احتمال دارد بخواهیم با حکومتی که از همان طبقات پس از سقوط مصدق تشکیل می‌شود کار کنیم». براساس گزارش دونالد ویلبر، کارشناس سیا در ایران، اسدالله رشیدیان به شاه گفت که از رادیو فارسی بی‌بی‌سی هم درخواست کمک شده تا شاه اطمینان یابد که دولت‌های آمریکا و بریتانیا طرح کودتا را تأیید کرده‌اند.

### ارائه پیشنهادهای نفت
از خرداد ۱۳۳۰ تا اسفند ۱۳۳۱ پنج پیشنهاد نفت توسط انگلیس آمریکا و بانک جهانی به مصدق ارائه شد که هیچ‌یک اشاره ای به افزایش درصد سهم ایران و اصل ملی شدن صنعت نفت نمی‌کردند.

#### پیشنهاد جکسون
بازیل جکسون، معاون شرکت نفت ایران و انگلیس در ۲۱ خرداد ۱۳۳۰ (۱۱ ژوئن ۱۹۵۱م) به همراه ان‌ای‌کس، توماس گارنر و الکینگتن وارد تهران شد و با نمایندگان ایران، وارسته وزیر دارایی، دکتر سنجابی، مهندس حسیبی، یوسف مشار، دکتر سیدعلی شایگان و… مذاکراتی انجام داد. نمایندگان کمپانی نفت جنوب پیشنهاد زیر را تسلیم دولت ایران کردند:
۱-مبلغ ۱۰ میلیون لیره به‌عنوان مساعدت بابت وجوهی که در نتیجه عقد قراردادی جدید طلب دولت ایران خواهد شد، به دولت ایران پیش پرداخت می‌شود مشروط بر اینکه در طول مذاکرات دولت مانع عملیات شرکت نشود.
1. از ماه ژوئیه به بعد ماهانه سه میلیون لیره تا تعیین ترتیبات لازم به ایران پرداخت خواهد شد.
2. به منظور تعیین ترتیب رضایت‌بخش که متضمن حسن اراده صنعت نفت بوده و با اصل ملی شدن نیز مبانیت نداشته باشد، شرکت پیشنهاد می‌کند که دارایی ایرانی شرکت به شرکت ملی نفت ایران انتقال پیدا کند و شرکت ملی نفت حق استفاده از این دارایی را به شرکت جدیدی که از طرف شرکت نفت انگلیس و ایران تأمین خواهد شد تفویض خواهد کرد. تعدادی از ایرانیان در هیئت مدیره این شرکت جدید به‌عنوان نمایندگان شرکت ملی نفت ایران عضویت خواهند داشت. عملیات پخش نفت در ایران به شرکتی که مالکیت و اداره آن به عهده ایرانیان خواهد بود، واگذار خواهد شد و انتقال دارایی به این شرکت پخش با شرایط مساعدی صورت خواهد گرفت.

دکتر مصدق پیشنهاد جکسون را مغایر با قانون ملی کردن صنعت نفت دانست و در روز ۳۰ خرداد ۱۳۳۰ در مجلس حاضر شد و علت رد پیشنهاد را گزارش داد و با تقاضای رای اعتماد، تصمیم‌گیری را بر عهده مجلس گذارد. مجلس شورای ملی و سنا گزارش مصدق را تأیید کرد و به او رای اعتماد دادند.

#### پیشنهاد استوکس
در ۱۲ مرداد ۱۳۳۰ دونالد فرگوناس وزیر سوخت، ریمز باتام از اداره روابط اقتصادی وزارت‌خارجه و پنج نماینده از شرکت به سرپرستی ریچارد استوکس، مهردار سلطنتی و وزیر مشاور دولت، وارد تهران شدند و با هیئت ایرانی، وارسته وزیر دارایی، دکتر متین‌دفتری، دکتر رضازاده شفق، اللهیار صالح، دکتر سنجابی، دکتر شایگان و مهندس حسیبی به مذاکره پرداختند.
استوکس پیشنهادی ۸ ماده‌ای ارائه کرد که براساس آن شرکت نفت جنوب، تمامی تأسیسات خود را به شرکت ملی نفت ایران انتقال می‌داد و غرامت مربوط را دریافت می‌کرد. سازمان خرید تشکیل می‌شد تا کار صدور نفت ایران را تأمین و تضمین کند. این سازمان وسایل و تجهیزات حمل‌ونقل، پخش و فروش نفت را در اختیار شرکت ملی نفت ایران قرار می‌داد؛ مشروط بر اینکه یک سازمان عامل برای اکتشاف، تولید و حمل‌ونقل به‌وجود آید. این سازمان عامل تحت اختیار شرکت ملی نفت ایران قرار داشت، اما هزینه عملیات آن توسط سازمان خرید تأمین می‌شد.
دولت ایران ایجاد یک شبکه خرید به این معنی که نفت انحصارا به انگلستان فروخته شود و تقاضای انگلستان برای ادامه خدمت کارکنان مجرب انگلیسی که منوط به انتصاب مدیرعامل انگلیسی باشد و تخفیفی که سازمان خرید انتظار دارد که موجب تخفیف ۵۰ درصدی انگلستان می‌شد و پرداخت خسارت لغو یک‌طرفه قرارداد از طرف ایران و حیطه وظایف سازمان عامل را کلا مغایر با قانون ملی شدن صنعت نفت دانست و پیشنهاد استوکس را رد کرد.

#### پیشنهاد بانک جهانی
در نهم دیماه ۱۳۳۰ یا ۳۱ دسامبر ۱۹۵۲ هییت بانک جهانی وارد ایران شد و در دهم دیماه پیشنهاد رابرت گارنر معاون بانک به شرح زیر ارایه شد:
1. بانک جهانی به‌عنوان واسطه بی‌طرف و موقت وارد عمل می‌شود.
2. مداخله بانک بر این اساس باشد که طی دو سال یا بیشتر نفت ایران را به نحوی به جریان اندازد تا طرفین اختلاف خود را حل‌وفصل کنند.
3. در صورت لزوم از مدیران و تکنسین‌های غیرایرانی استفاده شود.

۴-نفت‌خام را بشکه‌ای یک دلار و ۷۵ سنت به فروش برساند که از این مقدار ۸۰ سنت به‌عنوان هزینه نگه‌داشته شود و ۵۸ سنت به انگلستان و ۳۷ سنت به ایران تعلق گیرد.
در ابتدا کلیات این پیشنهاد مورد قبول مصدق قرار گرفت. پس از کسب موافقت دولت انگلیس، بانک هیاتی را برای مطالعه امر روانه ایران کرد و پس از اینکه بانک گزارش مساعدت هیئت اعزامی خود به ایران را مبنی بر امکان استفاده بی‌درنگ از اموال و تأسیسات نفتی ایران دریافت کرد، کتباً پیشنهاد خود را به دولتین ایران و انگلستان ارائه داد و خواستار اعلام موافقت نهایی دولت شد.
در فوریه ۱۹۵۲م بانک، هیئت دیگری را به ریاست گارنر روانه ایران ساخت. این هیئت پس از بررسی مجدد موضوع، لازم دانست که متخصصان فنی شرکت سابق نفت برای تجدید جریان نفت باید مجدداً به‌کار گرفته شوند. مخالفت ایران با استخدام کارشناسان انگلیسی و اختلاف زیاد بین قیمت پیشنهادی دولت ایران برای نفت و قیمت پیشنهادی کمپانی سابق و همچنین بانک حاضر نبود صنعت نفت را تنها به نمایندگی از ایران اداره کرده و ملی شدن صنعت نفت را بپذیرد و در عین حال قصد داشت تمامی نفت تولیدی در ایران را به شرکت سابق تحویل دهد، مانع عمده‌ای بر سر راه اقدام بانک قرار داد و توافقی به‌دست نیامد.

#### اولین پیشنهاد مشترک انگلیس و آمریکا (چرچیل - ترومن)
در ۸ شهریور ۱۳۳۱ (۳۰ اگوست ۱۹۵۲م) پیام مشترکی از سوی ترومن و چرچیل توسط لوئی هندرسن سفیر آمریکا و میدلتون کاردار موقت سفارت بریتانیا در تهران تسلیم شد به شرح زیر:
1. این پیشنهاد شرط اول قانون ملی شدن نفت را می‌پذیرد.
2. پرداخت عادلانه غرامت و خسارت وارد بر شرکت نفت انگلیس و ایران ناشی از ملی شدن نفت باید انجام گیرد. چگونگی و نحوه پرداخت به قضاوت دیوان داوری بین‌المللی لاهه ارجاع می‌شود.
3. دولت انگلستان دربارهٔ قرارگرفتن کلیه عملیات صنعت نفت در اختیار ایران و مجاز بودن آن کشور به استفاده از کارشناسان خارجی تلویحاً موافقت خود را اعلام می‌کند.
4. این پیشنهاد ترتیبات نهایی را موکول به مذاکرات بعدی بین دو کشور ایران و انگلستان می‌کند.
5. دولت انگلستان حق خود می‌داند که تا هنگامی که در اصول و شرایط واگذاری موضوع غرامت به قضاوت، موافقت به عمل نیامده است، حق قانونی خود و شرکت نفت را محفوظ بدارد.

۶- در صورت پذیرش پیشنهادها، دولت آمریکا مبلغ ۱۰ میلیون دلار بلاعوض در اختیار ایران قرار خواهد داد.

##### پاسخ ایران
دکتر مصدق پس از گرفتن رای اعتماد از دو مجلس شورا و سنا پیشنهاد متقابلی را در ۲ مهر ۱۳۳۱ (۲۶ دسامبر ۱۹۵۲) رسماً تسلیم دولت‌های انگلیس و آمریکا کرد:
1. پرداخت غرامت نباید بر قانون ملی کردن نفت تأثیر گذارد.
2. ادعاهای هر دو طرف باید توسط دیوان داوری بین‌المللی لاهه مورد بررسی قرار گیرد.
3. زیان‌های وارد به ایران ناشی از فعالیت‌های شرکت نفت انگلیس و ایران طی حاکمیت این کشور باید مورد بررسی قرار گیرد

۴- شرکت نفت انگلیس در ایران باید قبل از هر چیز مبلغ ۲۹میلیون پوند به ایران بپردازد.

##### پاسخ انگلیس و قطع روابط
دولت انگلیس در پاسخ به پیشنهاد دکتر مصدق آن را نامعقول و غیرقابل قبول خواند و حاضر به پذیرش خواسته‌های بحق ایران نشد، بنابراین دولت ایران تنها راه علاج را در قطع روابط سیاسی خود با این کشور تشخیص داد و در ۳۰مهرماه ۱۳۳۱ (۲۲ اکتبر ۱۹۵۲م) وزیر امورخارجه قطع روابط بین دو کشور را رسماً اعلام کرد.

#### دومین پیشنهاد مشترک آمریکا و انگلیس (آیزنهاور- چرچیل)
در اول اسفند۱۳۳۱ (۱۹ فوریه ۱۹۵۳م) تسلیم دولت مصدق شد. مفاد آن به این شرح است:
1. موضوع غرامت شرکت نفت انگلیس و ایران به دیوان داوری بین‌المللی رجوع شود که طبق اصول یکی از قوانین ملی شدن صنایع در انگلیس به انتخاب شرکت مزبور در دیوان میزان آن را تعیین کند.
2. به مجرد تحصیل توافق دربارهٔ تصفیه غرامات به ترتیبی که در بند اول آمده است دولت آمریکا مبلغی به‌عنوان کمک به دولت ایران بپردازد که در آینده معادل آن به نفت از طرف دولت آمریکا مسترد شود.
3. دولت ایران موافقت کند که با یک سازمان بین‌المللی که شرکت سابق نیز در آن دخیل باشد، وارد مذاکره شده و ترتیبی قائل شود که شرکت مزبور مقادیر عمده‌ای نفت برای مدت طولانی خریداری کند.
4. دولت ایران حق کامل اداره صنعت نفت‌خود را داشته باشد به شرطی که متعهد شود غرامت شرکت را به میزانی که دیوان داوری بین‌المللی تعیین کند، بپردازد.

۵-پرداختن غرامت می‌تواند با پرداخت ۲۵ درصد از عایدات ناخالص فروش نفت در آینده یا با تحویل نفت‌خام و تصفیه‌شده انجام گیرد.
۶- علاوه‌بر مقادیری که به شرکت تحویل داده خواهد شد، دولت ایران در فروش نفت‌خود در بازارهای جهان آزاد است.
این پیشنهاد شرط‌های ۱و۲و۴ قانون ملی کردن صنعت نفت را بدون هیچ قیدی تصدیق می‌کرد، یعنی اصل ملی شدن را به رسمیت می‌شناخت و بر کنترل کلیه عملیات صنعت نفت توسط دولت ایران تأکید داشت و اختیار انحصاری ایران را نیز در زمینه استفاده از متخصصان، از حقوق حقه دولت ایران می‌دانست؛ در حالی‌که سه اصل دیگر قانون ملی شدن صنعت نفت، یعنی طریقه فروش، طرز تعیین غرامت و میزان و نحوه پرداخت آن و همچنین قیمت فروش نفت با قانون ۹ ماده‌ای اجرای قانون نفت تطبیق نمی‌کرد.

##### پاسخ ایران
دکتر مصدق در نطقی خطاب به ملت ایران در تاریخ ۲۹ اسفند ۱۳۳۱ ضمن ارائه دلایل رد پیشنهاد، خواستار تغییراتی در آن شد.
یرواند آبراهامیان، می‌گوید پیشنهاد آخر، ایران را به مدت ۶۰ سال به بریتانیا بدهکار می‌کرد. مصدق می‌گفت بر اساس دارایی‌های شرکت در ایران، حاضر است خسارت بپردازد. آمریکایی‌ها و بریتانیایی‌ها می‌گفتند که خسارت باید بر اساس سودی که می‌توانست تا ۱۹۹۳ میلادی به شرکت انگلیسی برسد، پرداخت شود. حتی اگر مصدق می‌پذیرفت ایران به هیچ وجه نمی‌توانست چنین رقمی را بپردازد. مصدق در پاسخ به آخرین پیشنهاد از طرف بریتانیایی خواست به جای تأکید بر خسارت عدم‌النفع، رقمی تعیین شود و در توافقنامه به عنوان خسارت نهایی در نظر گرفته شود. بریتانیا نپذیرفت و در عوض، همه تلاش‌هایش را بر روی سرنگونی مصدق متمرکز کرد.

### طرح کودتا
در اوت ۱۹۵۳، سازمان اطلاعات مرکزی ایالات متحده و سرویس اطلاعاتی بریتانیا کودتایی را ترتیب دادند که دولت محمد مصدق را سرنگون کرد. دولت سرنگون شد و مصدق سه سال زندانی شد، سپس آزاد شد، اما تا زمان مرگش در سال ۱۳۴۶ در روستای احمدآباد در حصر خانگی باقی ماند.

## نخست‌وزیری مصدق دوره نخست

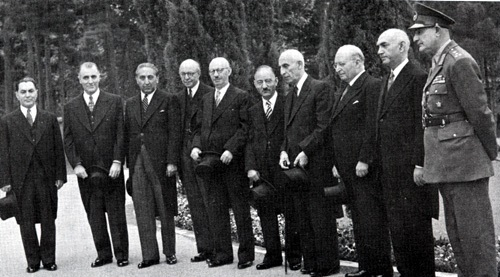
مصدق در کنار اعضای کابینه اولش

با امضای قانون ملی شدن نفت از سوی شاه و رسمیت یافتن آن، حسین علاء که بعد از رزم‌آرا نخست‌وزیر شده بود، استعفا کرد. در این زمان شاه یک سیاستمدار قدیمی و طرفدار انگلیس به نام سید ضیاءالدین طباطبائی را نامزد نخست‌وزیری نمود. اما در مجلس جمال امامی خوئی نماینده طرفدار دربار در حین مذاکرات به مصدق تعارف نخست‌وزیری می‌نماید که برخلاف انتظار او این بار پذیرفت. به این شرط که در همان جلسه قانون خلع ید از شرکت نفت ایران و انگلیس به تصویب برسد. اولین اعضای پیشنهادی کابینه مصدق به مجلس شورای ملی عبارت بودن از (جلسه پنجشنبه ۱۲ اردیبهشت ماه ۱۳۳۰ مجلس شورای ملی):
1. دکتر محمد مصدق (نخست‌وزیر).
2. حکیم‌الدوله ادهم (وزیر بهداری).
3. یوسف مشار (وزیر پست و تلگراف و تلفن).
4. سید باقر کاظمی (وزیر امور خارجه).
5. جواد بوشهری (وزیر راه).
6. محمدعلی وارسته (وزیر دارایی).
7. علی هیئت (وزیر دادگستری).
8. حسنعلی فرمند (وزیر کشاورزی).
9. سپهبد نقدی (وزیر جنگ).
10. سرلشکر فضل‌الله زاهدی (وزیر کشور).
11. امیر تیمور کلالی (وزیر کار).
12. دکترکریم سنجابی (وزیر فرهنگ).
13. شمس الدین امیر علائی به سمت وزیر اقتصاد ملی
14. فضل‌الله نبیل به سمت معاونت وزارت امور خارجه
15. دکتر سیدحسین فاطمی به سمت معاونت نخست‌وزیری

برنامه‌های دولت هم بدین شرح به مجلس تقدیم گردید:
متن برنامه
۱ - اجرای قانون ملی شدن صنعت نفت در سراسر کشور بر طبق قانون طرز اجرای اصل ملی شدن صنعت نفت در سراسر کشور مورخه نهم اردیبهشت ماه ۱۳۳۰ و تخصیص عواید حاصله از آن به تقویت بنیه اقتصادی کشور و ایجاد موجبات رفاه و آسایش عمومی.
۲ - اصلاح قانون انتخابات مجلس شورای ملی و شهرداریها.
البته نظریات اصلاحی دولت منحصر به این دو ماده نیست و عجالتاً از ذکر جزئیات صرفنظر و در موقع خود لوایح ضروری را برای اصلاحات لازم تقدیم خواهد نمود و بسیار ممنون و خوشوقت خواهد شد که نمایندگان محترم مجلس شورای ملی و سنا راهنمایی‌ها و هدایتهای لازم به دولت برای اصلاحات بفرمایند.
اساس سیاست خارجی دولت هم مبتنی بر منشور ملل متحد و تقویت این سازمان بین‌المللی و دوستی با کلیه دول و احترام متقابل نسبت به همه ملل می‌باشد.
دولت مصدق در مورخ ۱۵ اردیبهشت ۱۳۳۰ توانست از میان ۱۰۲ نفر عده حاضر با کسب ۹۹ رأی موافق رأی اعتماد مجلس را کسب نماید.
 این ترکیب هیئت دولت تا پایان مجلس شانزدهم بارها تغییر پیدا کرد.
مصدق در دوره شانزدهم ۴ بار از مجلس شورای ملی رأی اعتماد می‌گیرد:
| تاریخ                | حاضرین | موافقین | توضیحات                      |
| -------------------- | ------ | ------- | ---------------------------- |
| ۱۵ اردیبهشت ماه ۱۳۳۰ | ۱۰۲    | ۹۹      | معرفی کابینه و شروع کار دولت |
| سی‌ام خرداد ماه ۱۳۳۰  | ۹۲     | ۹۱      | ---                          |
| ۳۰ امرداد ۱۳۳۰       | ۸۱     | ۷۲      | اولین و دومین تغییردر کابینه |
| ۳ آذر ماه ۱۳۳۰       | ۱۰۷    | ۹۰      | سومین تغییر                  |

## انتخابات دوره هفدهم مجلس شورای ملی
انتخابات دوره هفدهم مجلس شورای ملی با درگیری همراه بود و به تشنج کشیده شد. کار بجایی رسید که پس از انتخاب ۸۰ نماینده، مصدق به دلیل دخالت ارتش و دربار، مجبور شد دستور توقف انتخابات حوزه‌های باقی‌مانده را صادر کند. یرواند آبراهامیان عقیده دارند مصدق با پی بردن به اینکه جناح مخالف، اکثریت قابل توجه کرسی‌های استانی را بدست خواهند آورد، پس از اینکه انتخاب شوندگان به حد نصاب رسیدند (هفتاد و نه نماینده)، انتخابات را متوقف کرد. بدین ترتیب، در مجلس هفدهم، نماینده‌ای از بسیاری از شهرهای بزرگ مانند شیراز و اصفهان و مشهد و کل خوزستان و بخش‌هایی از مازندران و کردستان و همدان و لرستان حضور نداشت و کرسی ۵۵ نماینده خالی مانده بود.
مصدق پس از بازگشت از لاهه به تهران، در ۱۹ تیر از مجلس شورای ملی تقاضای رأی اعتماد کرد و با ۵۲ رأی موافق، ۳ مخالف و ۱۰ رأی ممتنع مأمور تشکیل کابینه شد. مجلس سنا در ابراز تمایل به او تعلل کرد. سرانجام با وساطت شاه که حمایت گسترده افکار عمومی و شخصیت‌ها را از مصدق می‌دید، سناتورها به اکراه در ۱۸ تیر تشکیل جلسه دادند. در این جلسه تشکیل شده برای رای استمزاجی از میان ۳۶ سناتور حاضر، فقط ۱۴ نفر به مصدق رأی دادند و ۱۹ نفر رأی سفید (ممتنع) دادند و یک نفر هم به فضل‌الله زاهدی رأی داد. به این ترتیب، مصدق اکثریت آرای سناتورها را در مجلس سنا کسب نکرد و قاعدتاً می‌بایست کنار رود؛ ولی شاه به سناتورها پیغام داد که مخالفت نکنند. سناتورها نیز بدون آنکه تشکیل جلسه بدهند به مصدق اطلاع دادند که در موقع اخذ رأی اعتماد اکثریت آرا را خواهد داشت.

## قیام سی تیر
در تیر ۱۳۳۱ خورشیدی مصدق از شاه درخواست کرد تا مسئولیت وزارت جنگ را به او بسپارد. شاه در جواب مصدق که در خواست وزارت جنگ را کرده بود گفت:
پس بفرمایید که من چمدان خود را ببندم و از این مملکت بروم.
 استدلال مصدق برای تصدی وزارت جنگ این بود که:
تا دخالت دربار در آن کم شود و کارها در صلاح مملکت پیشرفت کند… چون ستاد ارتش زیر نظر ملوکانه قرار گرفته هر امری که می‌فرمودند اجرا می‌شد ولی دولت که مسوول بود کاری نمی‌توانست بکند و نمی‌کرد.
 مذاکرات مصدق و شاه در این مورد به جایی نرسید و مصدق در ۲۵ تیر ۱۳۳۱ از مقام خود استعفا کرد. استدلال مصدق این بود که طبق قانون اساسی، وزرا در قبال مجلس مسوولیت مشترک دارند و تعیین وزیر جنگ هم باید بر عهده نخست‌وزیر باشد نه شاه. متن کناره‌گیری مصدق از نخست‌وزیری
 پیشگاه مبارک اعلیحضرت همایون شاهنشاهی. چون در نتیجه تجربیاتی که در دولت سابق به دست آمده پیشرفت کار در این موقع حساس ایجاب می‌کند که پست وزارت جنگ را فدوی شخصاً عهده‌دار بشود و این کار مورد تصویب شاهانه واقع نشد، البته بهتر آن است که دولت آینده را کسی تشکیل دهد که کاملاً مورد اعتماد باشد و بتواند منویات شاهانه را اجرا کند با وضع فعلی ممکن نیست مبارزه‌ای را که ملت ایران شروع کرده پیروزمندانه خاتمه دهد. فدوی - دکتر محمد مصدق
پس از اعلام تمایل مجلس به احمد قوام، شاه، فرمان نخست‌وزیری او را صادر کرد. قوام که از همان آغاز با مخالفت سرسختانه فراکسیون جبهه ملی در مجلس هفدهم روبه‌رو شده بود، از شاه تقاضا کرد مجلس را منحل کند، اما شاه موافقت نکرد. قوام نیز با صدور بیانیه شدیدالحنی نخست‌وزیری خود را آغاز کرد. بیانیه قوام بر «جدایی دین از سیاست» تأکید داشت و دربارهٔ «ارتجاع سیاه مذهبی» هشدار می‌داد و چنین پایان می‌یافت: «کشتیبان را سیاستی دگر آمد». این بیانیه باعث شد که اکثریت مطلق نیروهای جامعه از فداییان اسلام و بازار و اصناف و روحانیونی چون آیت الله کاشانی گرفته تا جبهه ملی و حزب توده و حزب پان ایرانیست به مخالفت با قوام بپردازند.
حزب توده که در عین غیرقانونی اعلام شدنش از چند سال پیش، بزرگ‌ترین حزب و تشکیلات ایران بود از این زمان به صورت علنی فعالیتش را مجدداً آغاز کرد. همچین اسلامگرایان به جهت اشاره قوام به «جدایی دین از سیاست»، به شدیدترین شکل به رویارویی با قوام پرداختند. رهبران مذهبی و در رأس آن‌ها سید ابوالقاسم کاشانی بازارها را به تعطیلی کشانده و اخطار کردند که اگر قوام بر سر کار بماند، حکم جهاد می‌دهند.
سرانجام اکثریت مطلق نیروهای جامعه از جمله: فداییان اسلام و بازار و اصناف و روحانیونی چون آیت الله کاشانی تا جبهه ملی، حزب توده و حزب پان ایرانیست تظاهراتی بزرگ برگزار کردند که بعدها به قیام سی تیر مشهور شد. با رفتار خشونت‌آمیز شهربانی در تهران و کشته‌شدن تظاهرکنندگان در این قیام، قوام مجبور به استعفا شد و شاه پس از رأی تمایل مجلس به مصدق مجبور شد هم سمت نخست‌وزیری و هم سمت وزیر جنگ را به او واگذار کند. مجلس هفدهم پس از کشته‌شدن تظاهرکنندگان در قیام سی تیر، قوام را مهدورالدم دانست و حکم مصادره اموالش را به نفع شهدای ۳۰ تیر صادر کرد.

## نخست‌وزیری مصدق دوره دوم

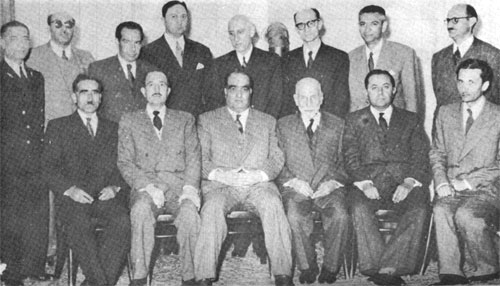
کابینه دوم مصدق

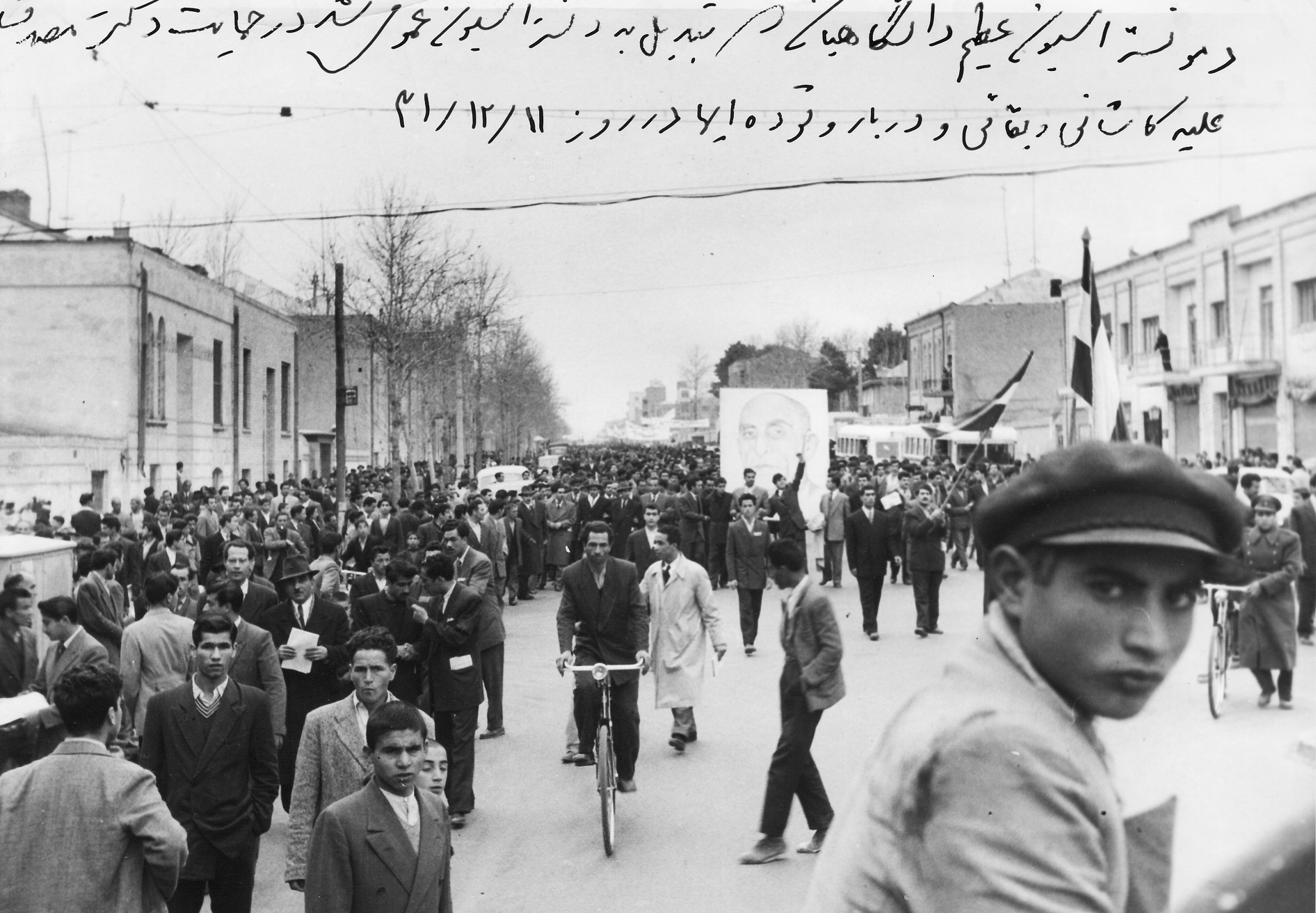
تظاهرات دانشگاهیان که تبدیل به تظاهرات عمومی به نفع مصدق شد، اسفند ۱۳۳۱

در پی تظاهرات در ۳۰ تیر ۱۳۳۱ که به کشته شدن چند نفر انجامید، قوام به دلیل عدم پذیرش انحلال مجلس از سوی شاه استعفا کرد و مصدق با رأی تمایل مجلس (۶۱ رأی از ۶۴ نماینده) بار دیگر به نخست‌وزیری ایران رسید. در ۵ مردادماه سال ۱۳۳۱، مصدق وزیران کابینه خود را به این شرح به مجلس شورای ملی معرفی کرد و نام وزارت جنگ را به وزارت «دفاع ملی» تغییر داد.
1. مصدق سمت وزارت دفاع
2. باقر کاظمی را به عنوان نایب نخست‌وزیر
3. غلامحسین صدیقی وزیر کشور
4. مهدی آذر وزیر فرهنگ
5. حسین نواب وزیر خارجه
6. عبدالعلی لطفی وزیر دادگستری
7. خلیل طالقانی وزیر کشاورزی

روز بعد مجلس کابینه را تأیید کرد؛ و توانست از ۶۹ نماینده حاضر با کسب ۶۸ رأی مثبت کسب اعتماد مجلس را جلب نماید.
برنامه‌های دولت او برای رأی اعتماد به این شرح اعلام شد :
سیاست خارجی دولت مبتنی بر منشور ملل متحد و تقویت این سازمان بین‌المللی و دوستی با کلیه دول و احترام متقابل نسبت به همه ملل می‌باشد و در سیاست داخلی نظر به اوضاع و احوال فعلی اصلاحاتی در امور کشور ضرورت دارد که مواد آن را به شرح ذیل تقدیم داشته و درخواست تصویب آن را دارد:
1. اصلاح قانون انتخابات مجلس شورای ملی و شهرداریها.
2. اصلاح امور مالی و تعدیل بودجه به وسیله تقلیل در مخارج و برقراری مالیات‌های مستقیم و در صورت لزوم مالیات‌های غیر مستقیم.
3. اصلاح امور اقتصادی به وسیله افزایش تولید و ایجاد کار و اصلاح قوانین پولی و بانکی.
4. بهره‌برداری از معادن نفت کشور.
5. اصلاح سازمان‌های اداری و قوانین استخدام کشوری و قضایی.
6. ایجاد شورای محلی در دهات به منظور اصلاحات اجتماعی و تأمین مخارج این اصلاحات به وسیله وضع عوارض.
7. اصلاح قوانین دادگستری.
8. اصلاح قانون مطبوعات.
9. اصلاحات امور فرهنگی و بهداشتی و وسائل ارتباطی.

همچنین از این زمان ریاست مجلس به ابوالقاسم کاشانی سپرده شد. با اینحال به مرور او و برخی از قدیمی‌ترین یاران مصدق از جمله ابوالحسن حائری‌زاده، دکتر بقایی و حسین مکی که از مؤسسین جبهه ملی و از نخستین هواداران ملی شدن نفت در مجلس پانزدهم بودند، از او فاصله گرفته و حتی به مقابله مستقیم با دولت پرداختند. همچنین سرلشکر زاهدی که به دلیل تلاش در برگزاری انتخابات آزاد در انتخابات مجلس شانزدهم در تهران، پس از به نخست‌وزیری رسیدن مصدق، به وزارت کشور رسیده بود، کنار گذاشته شده و در مجلس سنا خود را به عنوان رهبر اپوزیسیون هوادار شاه و مخالف مصدق اعلام نمود. مصدق در دوره فعالیت مجلس ۱۷ تا کودتای ۲۸ مرداد جمعاً ۴ بار از مجلس شورای ملی رأی اعتماد کسب نمود.
| تاریخ            | حاضرین | موافقین | توضیحات                                                         |
| ---------------- | ------ | ------- | --------------------------------------------------------------- |
| ۷ مرداد ماه ۱۳۳۱ | ۶۹     | ۶۸      | معرفی اولین کابینه پس از قوام                                   |
| ۲۵ شهریور ۱۳۳۱   | ۶۱     | ۶۰      | انتخاب سید حسین فاطمی به وزارت امور خارجه                       |
| ۱۶ آذر ماه ۱۳۳۱  | ---    | ---     | انصراف از سووال و اعلام اعتماد به دولت                          |
| ۱۶ دی ماه ۱۳۳۱   | ۶۵     | ۶۴      | انتخاب مهندس رجبی به سمت وزیر مشاور جهانگیر حق‌شناس به وزارت راه |

### توطئه ۹ اسفند ۱۳۳۱
در بهمن ۱۳۳۱ علا وزیر دربار طی دیداری به اطلاع مصدق می‌رساند که محمدرضا پهلوی برای انجام معالجه ایران را به سمت یک کشور خارجی ترک می‌کند و این موضوع محرمانه است. در صبح روز ۹ اسفند قرار می‌شود که مصدق به همراه وزرا برای امور مربوط به تشریفات به دربار بروند. مصدق که به درخواست شاه برای خداحافظی دربار رفته بود، در بازگشت با تظاهراتی از طرف هواداران شاه ضد او شکل گرفت مواجه می‌شود که توطئه‌ای هدایت شده توسط شاه برای به قتل رساندن او بود.
ماجرا از این قرار بود که شاه بظاهر به مصدق اطلاع می‌دهد که عازم مسافرت خارج از کشور است و تنها ایشان از این موضوع اطلاع دارند و لازم است که برای خداحافظی نخست‌وزیر و وزراء به حضور شاه آمده تا صحبت نمایند. در هنگام مذاکرات مصدق با شاه سفیر آمریکا هندرسن چندین بار از مصدق (از طریق پیغام تلفنی) می‌خواهد که از کاخ خارج شده و به منزلش برگردد تا با او مذاکراتی را انجام دهد که این امر رخ نمی‌دهد. طرفداران شاه به هدایت سید محمد بهبهانی، شعبان جعفری (شعبان بی‌مخ) و تعدادی از افسران اخراجی ارتش و اراذل و اوباش در جلوی کاخ حضور پیدا کرده و پس از اینکه مصدق به جای درب اصلی از درب دیگری خارج می‌شود به هدایت شاپور حمید رضا به خانه وی حمله می‌کنند. که مصدق از خانه خود به منزل پسرش دکتر غلامحسین مصدق و از آن جا به ستاد ارتش رفته و اقدام‌های لازم برای مقابله با این شورش را انجام می‌دهد. این عمل شاه باعث قطع ارتباط مصدق با دربار شد به گونه‌ای که دیگر شاه و مصدق یکدیگر را ندیدند.

### استیضاح مصدق
تیمسار افشار طوس پس از اخذ درجه سرتیپی در سال ۱۳۳۱ به ریاست شهربانی تهران رسید. وی در همان سال، به اتفاق جمعی از افسران طرفدار نهضت ملی، گروهی به نام افسران ملی را تشکیل داد. در این زمان، وی نقش زیادی در جلوگیری از حرکت‌های مخالفان نهضت ملی شدن صنعت نفت ایفا نمود. در اردیبهشت ماه ۱۳۳۲ سرتیپ افشارطوس، رئیس شهربانی و از هواداران مصدق، ربوده شده و جسدش پس از چند روز کشف گردید. چندین افسر بالارتبه در حال خدمت و بازنشسته ارتش متهمان این پرونده خوانده می‌شوند، که کسانی چون بقائی و خطیبی و سرتیپ‌های بازنشسته عوامل اصلی و سایرین و مجری نظرات آن‌ها بوده‌اند. در نهایت به جز مظفر بقائی، سایر متهمان اصلی پرونده بازداشت شدند و پس از ۲۵ مرداد دکتر بقایی هم بازداشت شد اما به فاصله بسیار کمی ۲۸ مرداد رخ داد(۳۰ تیر۱۳۳۱، نهم اسفند ۱۳۳۱ و ۲۸ مرداد۱۳۳۲). در پی این ماجرا تیمسار زاهدی در ۱۴ اردیبهشت ماه به مجلس رفته و در آنجا متحصن شده و تا ۲۹ تیرماه در آنجا با موافقت و حمایت ابوالقاسم کاشانی باقی می‌ماند و در ۲۹ تیرماه با توجه به تغییر ریاست مجلس و درخواست ایشان مجلس را ترک می‌نماید و مخفی می‌شود.
با وجود حمایت کاشانی از بقایی و زاهدی (متهمین پرونده قتل تیمسار افشار طوس) دولت اقدام به ارائه لایحه عدم مصونیت دکتر بقایی در مجلس و جلب زاهدی که در مجلس تحصن کرده بود می‌دهد. همین باعث شد تا شکاف بین مصدق و کاشانی علنی تر گردد و این دو در روبروی هم قرار بگیرند. در انتخابات هیئت رئیسه مجلس در تیرماه ۱۳۳۲ هواداران دولت در مجلس، دکتر عبدالله معظمی از نزدیکان مصدق را با ۴۱ رأی در برابر ۳۰ رأی کاشانی به ریاست برگزیدند.
در روز ۱۵ تیر علی زهری از حزب زحمتکشان، دولت را به اتهام شکنجه متهمان پرونده قتل سرتیپ افشارطوس، استیضاح کرد. در روز ۱۸ تیر، وزیر کشور، در مجلس حاضر شده و با اعلام اینکه نخست‌وزیر کسالت دارد، خود را مأمور نخست‌وزیر دانست. در این جلسه نمایندگان مخالف اعتراض کردند که نخست‌وزیر دو سال است در جلسات مجلس حاضر نشده است. همچنین حائری زاده تأکید کرد که در شش دوره‌ای که در مجلس بوده، سابقه نداشته، نخست‌وزیر، (حتی رضاخان) هنگام تعیین وقت استیضاح، به جای آنکه خود بیاید نماینده به مجلس بفرستد. در پایان روز ۲۳ تیرماه ۱۳۳۲ برای استیضاح معین گردید. بلافاصله پس از آن حسین مکی (مخالف سرسخت مصدق) با ۴۱ رأی از ۷۲ نماینده حاضر، به عضویت هیئت نظارت بر اندوخته اسکناس برگزیده شد. این واپسین تصمیم مجلس هفدهم بود.

## همه‌پرسی
نمایندگان طرفدار مصدق در حمایت از ابقای دولت و انحلال مجلس استعفا دادند. همین باعث شد تا جلسات مجلس دیگر به حد نصاب نرسد و در نتیجه تشکیل نشود. از طرف دیگر، مصدق رفراندومی با موضوع انحلال مجلس و ابقای دولت برگزار کرد. این نخستین همه‌پرسی برگزارشده در تاریخ سیاسی ایران است. تصمیم مصدق برای انحلال مجلس و ابقای دولت از طریق مراجعه به همه‌پرسی در حالی که کمتر از یک سال از عمر آن مانده بود، باعث مخالفت جمعی از برجسته‌ترین مشاوران و هواداران مصدق از جمله دکتر معظمی، علی شایگان، کریم سنجابی، غلامحسین صدیقی، احمد رضوی، خلیل ملکی و محمود نریمان شد. آنها کوشیدند تا مصدق را از تصمیم خود منصرف کنند اما موفق نشدند. رضوی، نائب رئیس مجلس، در جلسهٔ فراکسیون نهضت ملی که صبح روز ۲۳ تیرماه ۱۳۳۲ در منزل نخست‌وزیر تشکیل شد، در مقام اعتراض به مصدق گفت:
آقای دکتر مصدق، شما تا به حال هرچه خواستید، به ما تحمیل کردید، و ما حرفی نزدیم… شما بر خلاف قانون اساسی از مجلس اختیار گرفتید و بر خلاف قانون ۲ سال است که حکومت غیرقانونی نظامی اعلام فرموده‌اید، و بر خلاف قانون در انتخاب رئیس مجلس دخالت نمودید، و با تمام این جریانات ما چیزی نگفتیم، ولی دیگر در مورد رفراندوم سکوت نمی‌کنیم.
عبدالله معظمی، رئیس مجلس شورای ملی نیز در جلسه‌ای که در مجلس برگزار شد، ضمن مخالفت با رفراندوم انحلال مجلس، خطاب به مصدق گفت:
در قوانین، رفراندوم سابقه ندارد و اکثریت قریب به اتفاق نمایندگان با آن مخالف هستند، و بهتر است که این مطلب با میانجیگری حل شود و این کدورت برطرف گردد.
همچنین ابوالقاسم کاشانی در اعلامیه‌ای در ۱۰/۵/۳۲ رفراندوم را تحریم کرد. در این اعلامیه آمده بود: «هموطنان و برادران عزیزم، ضمن اعلامیهٔ قبلی، از مفاسد و مضار رفراندوم شرحی متذکر و همه مستحضر گردیده و توجه دارند که عمل به آن، چه ضررهایی برای دیانت و ملت و مشروطیت و مملکت دربردارد، با این حال دوران خود را دورهٔ انقراض دیانت و استقلال مملکت و ملت قرار ندهید و طوق رقیت و اسارت و بندگی را به گردن خود نگذارید. شرکت در رفراندوم خانه‌برانداز که با نقشهٔ اجانب طرح‌ریزی شده، مبغوض حضرت ولی عصر عجل الله تعالی فرجه و حرام است. البته و البته هیچ مسلمان وطن‌خواهی شرکت نخواهد کرد؛ گرچه ممکن است بعضی اشخاص غافل و بی‌اطلاع از حقایق و مضار آن و خائنین وطن‌فروش برای انجام مقاصد شوم دیگران در رفراندوم شرکت کنند، یا این‌که دولت صندوق را از آرای قلابی پر کند. علی‌أی‌حال، عمل به رفراندوم بر خلاف قانون اساسی و مصلحت مملکت و ملت بوده و هیچ‌گونه اثر قانونی ندارد».
سید محمد بهبهانی نیز در نامه‌ای از مصدق خواست تا در تصمیم خود برای انحلال مجلس و ابقای دولت تجدید نظر کند. همچنین دکتر مظفر بقایی طی تلگرافی به مصدق خاطر نشان کرد در صورتی که وی از انجام رفراندوم انحلال مجلس صرف نظر کند، حاضر است به اتفاق علی زهری از سمت نمایندگی مجلس استعفا کند. در این زمان دکتر مصدق در ملاقات با هندرسون، سفیر آمریکا، می‌گوید که انگلیسی‌ها ۳۰ نفر از نمایندگان مجلس را خریدند، و با کمی تلاش بیشتر می‌توانند ۱۰ نفر دیگر را هم بخرند و دولت را بیندازند. ما باید این مجلس را ببندیم.
در این میان، حزب توده با انحلال مجلس و ابقای دولت موافق بود و در جریان رفراندوم هم اعضا و هواخواهان این حزب حضور داشتند و علاوه بر این از دولت خواسته بودند که علاوه بر انحلال مجلس، برای تشکیل مجلس مؤسسان و تغییر قانون اساسی اقدام کند.
این همه‌پرسی به خاطر هم‌زمان نبودن رای‌گیری در تهران و شهرستان‌ها، و نیز جدا بودن صندوق‌های مخالفان و موافقان مورد انتقاد بسیاری قرار گرفت. در تهران برای موافقان صندوق‌هایی در میدان‌های سپه و راه‌آهن و برای مخالفان صندوق‌هایی در میدان‌های بهارستان و محمدیه قرار داده شده بود.
روزنامه لوموند فرانسه از تهران چنین گزارش می‌دهد: «… به نظر می‌رسد که یک توافق ضمنی بین حزب توده و جبههٔ ملی برقرار شده است؛ به این شکل که طرفداران جبههٔ ملی در میدان سپه و طرفداران حزب توده در ایستگاه (راه‌آهن) آرای خود را به صندوق بریزند. تمام سفارتخانه‌ها بسته‌اند و حدود سه هزار نیروی نظامی از ۴ نقطهٔ محل اخذ رأی و نقاط استراتژیک تهران محافظت می‌کنند … گروه‌های وابسته به حزب توده خیلی عظیم‌تر هستند و طول صف‌های آنان به چند صد متر بالغ می‌شود. شعارها و پلاکاردهای جبههٔ ملی حاکی از اعلام حمایت از دکتر مصدق و درخواست انحلال مجلس است؛ در حالی که شعارهای حزب توده – اساساً – علیه مجلس است و درخواست تشکیل مجلس مؤسسان برای تغییر رژیم فعلی است. نحوهٔ اخذ رأی، مخفی نیست؛ زیرا نه فقط یک محل جداگانه برای کسانی که می‌خواهند رأی منفی بدهند در نظر گرفته شده، بلکه هر یک از شرکت کنندگان در این رفراندوم باید ورقه‌ای را پر کنند که اسم و آدرس خود را روی آن بنویسند. محلّی که برای اخذ رأی طرفداران مجلس در نظر گرفته شده، مقابل مجلس است، و روی یک پلاکاردِ بزرگ این جمله به چشم می‌خورَد: کسانی که اینجا رأی می‌دهند، با انحلال مجلس مخالف هستند. تا ساعت ۹ به وقت محلّی، فقط سه نفر برای اعلام رأی «نه» در این صندوق حضور یافتند، و از این سه نفر، تعداد زیادی عکس گرفته شد و از آنها فیلم‌برداری شد و مورد اهانت و آزار قرار گرفتند. دیشب حوادثی در منزل کاشانی رخ داد. وی به تمام «مسلمانان حقیقی» توصیه کرده تا این رفراندوم را تحریم کنند. طرفداران مصدق بطری‌های بنزینِ آتش زا به طرف منزل کاشانی پرتاب می‌کردند و نزاعی در اطراف منزل ایشان درگرفت که یک نفر کشته و نزدیک به صد نفر مجروح شدند، و امروز صبح گروه‌های مسلح، منزل کاشانی را محاصره کرده و ورود به منزل ایشان – حتی برای نزدیکان و بستگان وی – را ممنوع کرده بودند، کاشانی مجدداً رفراندوم برای انحلال مجلس را تحریم کرد و اعلام نمود که هر رأیی که مصدق در این رفراندوم زیر حمایت سرنیزه‌ها و تانک‌ها بگیرد، موجب بطلان هر قرارداد بین‌المللی است که در آینده منعقد نماید.»
گزارشگر لوموند در گزارش بعدی خود خبر داد: «… طرفداران دکتر مصدق در تهران برنده شدند. بر طبق خبر رادیو تهران، بیش از صد هزار نفر به طرفداری از دکتر مصدق رأی به انحلال مجلس و فقط ۶۷ نفر رأی مخالف دادند، و این نتایج مربوط به تهران است که حدود یک میلیون نفر جمعیت دارد.»
در این همه‌پرسی در حدود دو میلیون ایرانی (از جمعیت حدود ۱۸ میلیونی ایران) شرکت کرده و ۹۹٫۹٪ از شرکت‌کنندگان به «انحلال مجلس و ابقای دولت» رأی مثبت دادند؛ و شمار آرای مخالفان مطابق با آمار اعلامی در تهران، ۱۱۵ نفر و در کل شهرستان‌ها فقط ۷۱۰ نفر بود. در ۲۱ مرداد ۱۳۳۲ مصدق، رسماً نتیجه یعنی «ابقای دولت و انحلال مجلس هفدهم» را اعلام کرد و از شاه خواست فرمان برگزاری انتخابات جدید را امضا کند، ولی شاه این رفراندوم را تأیید نکرد.
پیش از این یاران دکتر مصدق همچون غلامحسین صدیقی و خلیل ملکی به او هشدار داده بودند که در نبود مجلس، شاه شما را برکنار می‌کند، ولی مصدق چنین پاسخ داده بود که شاه جرئت این کار را ندارد. اگر هم چنین کند، ما تمکین نمی‌کنیم.
محمد مصدق در دادگاه و کتاب خاطراتش می‌گوید که مطابق با عرف و قانون اساسی و سابقهٔ آن، پادشاه اجازهٔ عزل را ندارد، و تنها می‌تواند در زمان رأی تمایل مجلس نسبت به صدور فرمان اقدام نماید که آن هم امری تشریفاتی است. مصدق فرمان شاه برای نخست‌وزیر را زمانی دارای رسمیت می‌دانست که مجلس شورای ملی رأی تمایل به یک فرد برای نخست‌وزیری بدهد و فرمان شاه را متمم می‌دانست و نه موجد.
قبل از این هم در مورد نخست‌وزیری صدرالاشراف، به این دلیل که شاه حکم را به‌طور مستقیم و قبل از رأی مجلس صادر کرده بود، موضوع منتفی اعلام شد.
او در کتاب خاطراتش در مورد حرکت احمد شاه در مورد عزل صمصام‌السلطنه چنین می‌گوید:
وقتی مرحوم سلطان احمد شاه، صمصام السلطنه را عزل نمود و به جای او وثوق الدوله را نصب کرد، راجع به این امر آنقدر در مجامع سیاسی طهران صحبت شده بود که هرکسی می‌دانست در مملکت مشروطه، مسوولیت وزراء در مقابل مجلسین جزو الفبای مشروطیت است و شاه حق نداشت صمصام را عزل کند، و آن مرحوم هم بااستناد همان مذاکرات و اظهار عقیدهٔ مطلعین بقانون اساسی بود که تا مجلس چهارم تقنینیه، خود را نخست‌وزیر قانونی می‌دانست.
مصدق در نبود مجلس و دوران فترت، در صورت استعفای نخست‌وزیر پادشاه را مسئول تعیین نخست‌وزیر می‌دانست، چنانچه او و تنی چند از یارانش در ۲۲ دی ماه سال ۱۳۲۸، در اعتراض به دخالت‌های دولت ساعد در انتخابات، در دربار متحصن شدند، مصدق در نامه‌ای خطاب به هژیر، وزیر دربار، از شاه خواست تا دولتی روی کار آورد که مصالح سلطنت و ملت را حفظ کند. نامهٔ مصدق به هژیر :(۱۳۲۸/۷/۲۶)
 … البته اعلی‌حضرت همایون شاهنشاهی، منشأ عموم اصلاحات می‌باشند و غرض عمده از تحصن این بود که دورهٔ فترت که تعیین نخست‌وزیر محتاج به تمایل مجلس نیست، دولتی روی کار بیاورند که وجههٔ نظر خود را حفظ مصالح سلطنت و ملت قرار دهد و در عصر چنین پادشاهی مملکت صاحب مجلسی شود که با اصلاحات اساسی قادر باشد از فقر و بیچارگی مردم بکاهد و کشور را قرین آسایش و رفاهیت کند . ...
عباس میلانی نظرش در این خصوص این است که:
به بیان دیگر، چند سال پیش از آنکه همرزمان وی از جمله صدیقی و سنجابی، دربارهٔ انحلال مجلس و حقوق شاه در دورهٔ فترت سخن برانند، مصدق خود به چنین حقی اذعان کرده بود.

اگرچه او فرمان شاه را متمم می‌دانست و نه موجد، اما در کتاب خاطراتش می‌نویسد: «چنانچه روز روشن ابلاغ می‌نمودند، اگر اطاعت نمی‌کردم، متمرد بودم».
پخش اخبار نادرست علیه وجههٔ مذهبی مصدق، ترس از گسترش کوشش‌های حزب توده و هراس نابودی دودمان تنها فرمانروای شیعی جهان، روحانیون را از دولت محمد مصدق دور کرد. اختلاف‌ها با چند انتصاب دولت مصدق که مورد انتقاد مذهبی‌ها بود، بالا گرفت و سرانجام منتهی به فروپاشی مجلس هفدهم به وسیلهٔ همه‌پرسی عمومی شد که کاشانی را به سمت مخالفت و دشمنی با دولت مصدق گرایش داد. در ماه‌های آخر عمر دولت محمد مصدق، کاشانی اما پیدا و پنهان و با پشتیبانی از دسته‌بندی‌های مذهبی، از جمله دار و دسته شعبان جعفری و طیب، اعلام پیاپی «در خطر بودن اسلام»، و تحریک به مقاومت گروه‌هایی که علقهٔ مذهبی داشتند، آشکارا به تضعیف دولت مصدق اهتمام ورزید. در نتیجه کودتاچیان که از این اختلاف بیشترین استفاده را برده بودند، توانستند عملیات خود را با موفقیت انجام دهند.

## کودتای ۲۵ مرداد

گروهی از طرفداران مصدق

در ۲۳ مردادماه ۱۳۳۲ بنا بر نقشه سیا موسوم به تی پی آژاکس برای براندازی دولت مصدق، شاه طی دو حکم جداگانه، فرمان عزل مصدق و نخست‌وزیری فضل‌الله زاهدی را امضا می‌کند. رئیس گارد شاهنشاهی، سرهنگ نصیری موظف می‌شود تا با محاصره خانه نخست‌وزیر فرمان را به وی ابلاغ و او را دستگیر کند. همچنین نیروهایی از گارد اقدام به بازداشت چند تن از وزرای مصدق (فاطمی معاون نخست‌وزیر و وزیر امور خارجه- حق‌شناس وزیر راه - زیرک زاده نماینده مجلس و از رهبران حزب ایران) می‌کنند. در همین زمان گروه‌هایی از نظامیان اقدام به اشغال مرکز تلفن بازار و تلاش به قطع ان می‌نمایند. مصدق از طریق شبکه افسران حزب توده و کیانوری از این توطئه باخبر می‌شود. گروه دستگیر کنندگان رئیس ستاد ارتش نیز که با هجوم به منزل تیمسار ریاحی و تبادل آتش و با نگهبان آن جا موفق به دستگیری دکتر فاطمی و مهندس حق‌شناس و مهندس زیرک زاده می‌شوند این خبر توسط دو زن که از روی پشت بام فاطمی را در درون جیپ ارتشی و تحت بازداشت دیده بودند به آگاهی نخست‌وزیر می‌رسد. به دلیل عدم حضور تیمسار ریاحی در ستاد مشترک نمی‌توانند او را دستگیر کنند. از سوی دیگر سرهنگ کیانی جانشین سرتیپ ریاحی که برای سرکشی به باغشاه آمده بود توسط افسران گارد دستگیر می‌گردد. دستگیرشدگان را به کاخ سعد آباد برده و در آن جا زندانی می‌کنند. سرهنگ نصیری نیز که در نیمه شب برای ابلاغ فرمان شاه و دستگیری مصدق به درب منزل مصدق آمده بود توسط نیروهای نگهبان نخست‌وزیری به سرپرستی سرهنگ ممتاز و سروان فشارکی دستگیر و نیروهایش خلع سلاح و بازداشت می‌شوند.
در فردای این روز مصدق در بیانیه‌ای از کشف و خنثی‌سازی یک کودتا علیه دولت خبر می‌دهد؛ ولی هیچ اشاره‌ای به ماجرای فرمان شاه نمی‌کند. در این روز خبر خروج شاه از ایران و ورودش به بغداد منتشر می‌شود. حسین فاطمی به سفارتخانه‌های ایران از جمله سفیر ایران در بغداد دستور می‌دهد که با شاه مقابله کنند. از این روز نیروهای حزب توده با حضور در سطح شهر تشنج‌هایی ایجاد می‌کنند. در روز ۲۶ مرداد هر دو گروه مهم یعنی حزب توده و جبهه ملی میتینگهایی پرشور ضد شاه برگزار کردند. در میتینگ جبهه ملی در بهارستان، به رغم عدم حضور مصدق، یاران او همچون فاطمی و صالح به بی‌سابقه‌ترین شکل ممکن به شاه تاختند. همچنین فاطمی در سرمقاله باختر امروز، شاه را به خیانت متهم کرد. در این روز برای جلوگیری از اغتشاش اعضای حزب توده، مأمورین دولتی و طرفداران جبهه ملی، مجسمه‌های شاه و رضاشاه را از میدان‌های شهر پایین کشیدند.
با توجه به اغتشاشات پیش آمده در روز ۲۶ و ۲۷ مرداد به رهبری توده‌ای‌ها مصدق به تیمسار مدبر ریاست شهربانی دستور می‌دهد که با هرگونه تظاهراتی له یا علیه دولت یا شاه را مقابله نماید. در این روز هندرسون سفیر آمریکا به تهران بازگشت و به مصدق اولتیماتوم داد که اگر با حزب توده ائتلاف کند، آمریکا دولت وی را به رسمیت نمی‌شناسد؛ ولی مصدق به او اطمینان خاطر داد که کنترل اوضاع در دستش بوده و هرگز به توده ای‌ها اجازه تشنج آفرینی نخواهد داد. همچنین در پاسخ به پرسش سفیر آمریکا دربارهٔ رابطه او با شاه، مصدق گفت:
در عصر ۲۷ مرداد، دستورِ اکید دادم هر کس حرف از جمهوری بزند او را تعقیب کنند و نظر این بود که از پیشگاه اعلیحضرت همایون شاهنشاهی درخواست شود هرچه زودتر به ایران مراجعت فرمایند چون که تغییر رژیم، موجب ترقی ملت نمی‌شود
شاه که از انجام موفقیت‌آمیز کودتا مطمئن بود، پس از خبردار شدن از شکست کودتا از رامسر به بغداد می‌رود.

## کودتای ۲۸ مرداد

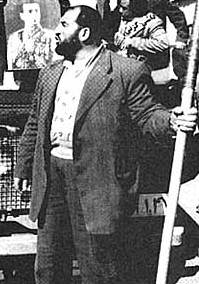
شعبان جعفری

در روز کودتای ۲۸ مرداد ۱۳۳۲ حرکت دیگری ضد دولت انجام شد که این‌بار باعث سرنگونی دولت مصدق گشت. بنابر کتاب «ضد کودتا» نوشته مأمور سیا کیم روزولت، او در این روز با خریدن فتوای برخی از روحانیون و همچنین دادن پول به ارتشیان، ولگردان و اوباش تهران آن‌ها را به خیابان‌ها کشانید. در این عملیات ماشین‌های وابسته هوایی سفارت آمریکا در تهران با انتقال نفرات گارد شاهنشاهی و ارتشیان تحت حمایت خود به سمت منزل مصدق و پرداخت دلار به افراد فعال در کودتا باعث پیشروی این کودتا گردیدند. امری که در کودتای ۲۵ مرداد ناموفق بود.
حدودِ ۸ صبحِ ۱۹ اوت جمعیتی حدوداً سه‌هزار نفره از مردانی مسلح به چوب و چماق در جنوبی‌ترین نقطه شهر تظاهراتی علیهِ مصدق و به طرفداری از شاه شروع کردند. به خیابان‌ها می‌رفتند و فریاد می‌کشیدند «زنده باد شاه» و «مرگ بر مصدقِ خائن». اگر چه احتمالاً اغلب‌شان سرشار از احساساتِ سلطنت‌طلبانه بودند اما به روشنی برای این کار پول گرفته بودند؛ بین آن‌ها انبوهی آدمِ بیکار و بسیاری اوباش و الواتِ سرشناس بودند. هم‌زمان رئیس پلیس دستور داد کسی مانع تظاهرات نشود. بخش از جمعیت به‌طرفِ بازار رفتند و تهدید به غارتِ مغازه‌ها کردند. تأثیرِ کارشان آنی بود و بازار تعطیل شد. هر چه زمان گذشت جمعیت بیشتر شد و بخشِ اعظمی از ثروتمندانِ شهر که از دولتِ مصدق و به‌خصوص سیاست اخیرِ حمایتش از حزب توده منزجر بودند، به تظاهرات پیوستند. بعد تعدادِ انبوهی کامیون و اتوبوس، که از صبح زود کرایه شده بودند، پیدایشان شد و امکانِ نقل‌وانتقالِ مجانیِ تظاهرکنندگان را مهیا کردند. این وسایلِ نقلیه در شهر می‌چرخیدند و سرنشینان‌شان با فریاد شعار می‌دادند، سعی می‌کردند خشم مردم را افزایش دهند و احساساتشان را به نفعِ شاه برانگیزند. خیلی زود روشن شد کلِ نیروی پلیس همراه و همدلِ تظاهرات‌اند و در بعضی موارد حرکتِ تظاهرکنندگان را هم هدایت می‌کنند. مصدق بلافاصله رئیسِ پلیس را عزل کرد و دستورِ دستگیری‌اش را داد. به ارتش هم دستور داد تانک و خودروهای زره‌پوش برای متفرق کردنِ جمعیت بفرستد. دستورهای صادرشده ستادِ فرماندهیِ کل طبیعتاً بلافاصله اطاعت نشد و چند ساعت بعدتر که اجرا شد دیگر جمعیت خیلی آسان سربازانِ رسیده به محل را متقاعد کردند که در دفاع از شاه به آن‌ها بپیوندند. بینِ ساعت ۹ تا ۱۲ تظاهرکنندگان ستادهای مرکزیِ سه حزبِ سیاسیِ طرفدارِ حکومت و دفاتر نیم دوجین روزنامه حامیِ مصدق را زیر و رو کردند و به آتش کشیدند. جمعیت بعد به دفاترِ روزنامه‌های حزبِ توده حمله کردند؛ ابتدا در برابرشان مقاومت شد، اما خیلی زود چیره شدند.
سپس در حمله به زندان، شعبان جعفری (شعبان بی‌مخ) که از ۹ اسفند ماه ۱۳۳۱ به جرم تلاش برای قتل نخست‌وزیر در زندان بود، توسط نیروهای شورشی آزاد شد.
با اشغال مرکز رادیو، پس از چند ساعت سکوت رادیویی بی‌سابقه در تاریخ رادیوی ملی ایران، نخست مهدی میراشرافی، نماینده مجلس و مصطفی کاشانی فرزند آیت الله کاشانی و سپس دیگر نمایندگان ضد مصدق و طرفدار شاه در مجلس همچون احمد فرامرزی به سود زاهدی سخنرانی کرده و آنگاه سرلشکر زاهدی فرمان انتصاب خود به نخست‌وزیری خواند.
سپس نوبت به خانه مصدق که در واقع مقر نخست‌وزیری بود رسید. نخست جمعیت بدون پشتوانه نیروهای نظامی به منزلش حمله کردند اما با آتش مسلسل عقب رانده شدند؛ کلی آدم کشته و مجروح شدند. دومین حمله که با همراهی و پشتیبانیِ سربازانِ طرفدارِ زاهدی انجام شد، باز ناکام ماند. این بار تانک‌های سنگینِ شرمن به محل رسیدند و خانه را به توپ بستند، حدودِ ۶ بعدازظهر دیگر دفاعِ مسئولانِ حفاظتِ خانه در هم شکست و خانه ویران شد. بعد جمعیت داخل ریختند، هر آنچه بود را به تاراج بردند و ساختمان را به آتش کشیدند. با خانه کناری هم، که منزلِ پسرِ مصدق بود، همین کار را کردند. عصر همه زندانیان آزاد شدند و سرلشکر زاهدی قدرت را در دست گرفت.
در این روز شاه در رم ایتالیا بود و به گفته همسرش ثریا، در فکر خریدن خانه‌ای در رم برای اقامت بود که سقوط دولت مصدق و قدرت یابی زاهدی و تلگراف‌های حمایتی ابوالقاسم کاشانی و سید محمد بهبهانی را دریافت کرد.
در روز ۲۹ مرداد مصدق و بیشتر یارانش خود را به شهربانی تسلیم کردند.
پس از موفقیت کودتای ۲۸ مرداد، سید ابوالقاسم کاشانی به شاه که به کشور و قدرت بازگشته بود به همراه سید حسین طباطبایی بروجردی تبریک گفت. پس از بازگشت شاه، کاشانی در مصاحبه‌ای چنین می‌گوید:
«مصدق شاه را مجبور کرد که ایران را ترک نماید اما شاه با عزت و محبوبیت چند روز بعد بازگشت. ملت شاه را دوست دارد و رژیم جمهوری مناسب ایران نیست.»
همچنین نواب صفوی رهبر گروه فداییان اسلام نیز که در زمان کودتا در خارج از کشور بود طی یک مصاحبه در بغداد سقوط مصدق را به شاه تبریک گفت.

## سرانجام نیروهای ملی

منزل دکتر محمد مصدق نخست‌وزیر وقت، هنگام حملات ارتش شاهنشاهی ایران در کودتای ۲۸ مرداد ۱۳۳۲

شاه بر خلاف قانون که محاکمه نخست‌وزیر را تنها توسط دیوان عالی کشور مجاز می‌شمرد، محمد مصدق را در دادگاه نظامی محاکمه و به سه سال حبس مجرد (انفرادی) محکوم کرد. در جریان برگزاری دادگاه تظاهرات مردمی در شهرهای مختلف کشور در دفاع از وی سرکوب شد. وی پس از پایان زندان به زادگاه خود روستای احمدآباد (کرج) تبعید شد. شاه پس از مرگ وی گفت: «زنده و مرده‌اش در احمدآباد» و بدین ترتیب در دفن وی در آرامگاه ابن بابویه جلوگیری شد. محمد مصدق در روزهای آخر عمر خود در این باره می‌گوید:
کمونیسم را بهانه کرده‌اند که نفت ما را ۱۰۰ سال دیگر هم غارت کنند. دادگاه نظامی مرا به سه سال حبس مجرد محکوم کرد که در زندان لشکر ۲ زرهی آن را تحمل کردم. روز ۱۲ مرداد ۱۳۳۵ که مدت آن خاتمه یافت به جای این‌که آزاد شوم به احمدآباد تبعید شدم و عده‌ای سرباز و گروهبان مأمور حفاظت من شدند. اکنون که سال ۱۳۳۹ خورشیدی هنوز تمام نشده مواظب من هستند و من محبوسم و چون اجازه نمی‌دهند بدون اسکورت به خارج [قلعه] بروم در این قلعه مانده‌ام و با این وضعیت می‌سازم تا عمرم به سر آید و از این زندگی خلاص یابم.
- دکتر حسین فاطمی (وزیر امور خارجه دولت مصدق) و کسی که پیشنهاد اولیه ملی شدن صنعت نفت را ارائه کرده بود نیز توسط دادگاه نظامی به اعدام محکوم و در حالیکه بیمار بود تیرباران شد.[۹۴][۹۵]
- امیرمختار کریم پور شیرازی مدیر روزنامه شورش که از شاه و بستگانش انتقاد کرده بود نیز در زندان لشکر دو زرهی (محل حبس و شکنجه زندانیان سیاسی پس از کودتا) زنده به آتش کشیده و کشته شد.[۹۶]
- محمود سخایی رئیس شهربانی کرمان توسط وابستگان بقایی کشته شد.[۹۷]

از میان یاران مصدق، فقط دکتر فاطمی اعدام شد. او خواهان تشکیل جمهوری شده و پس از کودتا در یکی از مخفیگاه‌های حزب توده پنهان شد و از اتحاد میان حزب توده و جبهه ملی دفاع می‌کرد. حزب توده با رفتاری به‌شدت خشونت‌آمیز روبه‌رو شد:

بین سال‌های ۱۳۳۲ و ۱۳۳۵ رژیم، ۱۱ تن از اعضای این حزب را در زندان به قتل رساند. ۳۱ نفر از آن‌ها را اعدام کرد، ۵۲ نفر دیگر را گرچه به اعدام محکوم نمود بعدها آن را به حبس ابد کاهش داد. ۹۲ نفر را به حبس ابد محکوم کرد که عمدتاً زمانی آزاد شدند و ۱۰۰ نفر را نیز به حبس از ۱ تا ۱۵ سال محکوم ساخت.

« من تاج و تختم را از برکت خداوند، ملتم و ارتشم و شما دارم. مصدق باید ۳ سال حبس شود و بعد هم از دهکده‌اش خارج نشود. حسین فاطمی هم اگر پیدایش کنم اعدام خواهم کرد. »

بخشی از سخنان محمدرضا پهلوی در دیدار با کرملیت روزولت در ۱ شهریور ۱۳۳۲
به‌طور کلی، رفتار حکومت ایران با جبهه ملی ملایم ولی با حزب توده بسیار خشن بود. مصدق و بیشتر وزرای کابینه و افسران نظامی مورد اعتماد وی با احکام حبس در حدود سه سال مواجه شدند. دادگاه شدیداً سیاسی مصدق باعث دردسر زیادی برای رژیم شد؛ به‌جای آن‌که دادگاه نظامی او را محاکمه نماید، مصدق دادگاه را به محاکمه کشید.
محاکمه فعالان سیاسی در دادگاه‌های نظامی ارتش تا پایان سلطنت پهلوی ادامه یافت.
- برادران قشقایی (ناصر قشقایی، خسرو قشقایی، محمد حسین قشقایی) سناتور و نماینده مجلس شورای ملی بودند، پس از کودتای ۲۸ مرداد تنها حامیان دکتر مصدق بودند که همراه با ایل قشقایی به مقابله جدی با دولت کودتا برخاستند که پس از ۳ ماه مقاومت و محاصره شیراز به خاطر خیانت برخی از خوانین، قشون برادران قشقایی متفرق شد؛ این برادران حاضر به مصالحه با شاه نشده در نتیجه به مدت ۲۵ سال تبعید شدند.
- تیمسار محمدتقی ریاحی رئیس ستاد به ۳ سال زندان محکوم شد.[۹۷][۱۰۰]
- مهندس احمد زیرک‌زاده پس از ۲ سال و نیم فرار سرانجام دستگیر و پس از تحمل شش ماه زندان آزاد شد.[۹۷][۱۰۰]
- دکترعلی شایگان استاد دانشگاه و نماینده مجلس شورای ملی دوره هفدهم، به دو سال زندان محکوم و پس از آزادی به مجبور به خروج از ایران و اقامت در آمریکا شد.[۹۷][۱۰۰]
- حیدر رقابی (متخلص به هاله و سراینده ترانه مرا به بوس) ترانه‌سرا و مبارز سیاسی و رهبر سازمان سربازان جبهه ملی ایران بین سال‌های ۳۲ تا ۳۴ به صورت متناوب به زندان افتاد و سرانجام مجبور به ترک ایران و اقامت در آمریکا شد.[۹۷][۱۰۰]
- کریم سنجابی قاضی اختصاصی ایران در دیوان بین‌المللی دادگستری در پرونده نفت ایران و انگلیس، و نماینده مردم کرمانشاه در مجلس دوره هفدهم، پس از ۱۹ ماه فرار و چند ماه زندان سرانجام با توجه به موقعیت بین‌المللی و با وساطت سناتور «والاتبار» آزاد شد.[۹۷][۱۰۰]
- مهدی آذر وزیر فرهنگ دولت ملی مصدق و بنیان‌گذار طب داخلی ایران به مدت ۶ ماه زندانی شده و سپس ممنوع‌التدریس در دانشگاه شد.[۹۷][۱۰۰]
- جهانگیر حقشناس وزیر راه پس از کودتا به مدت ۲ سال زندانی شد و از خدمات دولتی منفصل گشت.[۱۰۰]
- سید باقر کاظمی وزیر امور خارجه و سفیر ایران در فرانسه پس از کودتا استعفاء داده و به ایران بازگشت و به مدت یک سال در زندان بود. پس از زندان نیز برای مدتی تبعید شد.[۹۷][۱۰۰]
- سید محمد علی کشاورز صدر استاندار گیلان و مسوول ملی کردن شیلات و استاندار اصفهان در زمان کودتای ۲۸ مرداد، پس از کودتا دستگیر و به مدت ۸ ماه زندانی بود.[۹۷]
- کاظم حسیبی نخستین دانش‌آموخته ایرانی مدرسه پلی‌تکنیک پاریس، نایب رئیس مجلس شورای ملی دوره هفدهم بود که پس از ۱۹ ماه زندگی مخفیانه دستگیر و به یک سال زندان و محرومیت دائمی از فعالیت‌های اجتماعی محکوم شد.[۹۷][۱۰۰]
- محمدحسن شمشیری پس از کودتا دستگیر و به جزیره خارگ تبعید شد.[۹۷][۱۰۰]
- عبدالله معظمی ریاست مجلس شورای ملی دوره هفدهم و استاد دانشگاه تهران، پس از کودتا به زندان و تبعید محکوم شد و از دانشگاه اخراج شد.[۹۷][۱۰۰]
- شاپور بختیار معاون وزیر کار پس از چند ماه پنهان شدن، دستگیر و زندانی شد.[۹۷][۱۰۰]
- داریوش فروهر از رهبران حزب پان ایرانیست و حزب ملت ایران پس از چند ماه فرار سر انجام دستگیر و زندانی شد.[۹۷][۱۰۰]
- غلامحسین صدیقی بنیان‌گذارمؤسسه مطالعات و تحقیقات اجتماعی (دانشکده علوم اجتماعی بعدی) و بنیان‌گذاران جشن هزاره ابن سینا، پدر علم جامعه‌شناسی ایران و وزیر کشور دولت ملی دکتر مصدق، ۲ سال زندانی شد.[۹۷][۱۰۰]
- محمود نریمان نماینده مجلس شورای ملی دوره هفدهم، پس از کودتای ۲۸ مرداد ۱۳۳۲ به مدت ۶ ماه زندانی بود و سپس به جنوب تبعید شد.[۹۷][۱۰۰]
- احمدرضوی نایب رئیس مجلس هفدهم و استاد دانشگاه، به ۱۰ سال زندان و انفصال از خدمت در دانشگاه محکوم شد و پس از از آزادی به خارج از ایران رفت.

## سرانجام نهضت ملی شدن صنعت نفت
پس از کودتای ۲۸ مرداد، نخست‌وزیر جدید، فضل‌الله زاهدی روابط با دولت انگلیس را که در زمان مصدق قطع شده بود از سر گرفت. مذاکرات نفت از ۲۲ فروردین ۱۳۳۳ با سرپرستی وزیر اقتصاد و دارایی، دکتر علی امینی آغاز شد که منجر به قرارداد کنسرسیوم یا قرارداد امینی - پیج گردید. دکتر علی امینی وزیر دارایی پیشین دولت مصدق نیز بود. محمد درخشش نماینده تهران در دوره هجدهم مجلس شورای ملی در مخالفت با قرارداد کنسرسیوم سخنرانی کرد. بر اساس قرارداد جدید که پس از ماه‌ها مذاکره در ۲۸ شهریور، به امضای طرفین و در ۲۹ مهر به تأیید مجلس شورای ملی و در ۶ آبان به تصویب مجلس سنا رسید، اگرچه ملی شدن نفت و صنایع نفت ایران مورد پذیرش طرف‌های خارجی قرار گرفت، ولی دولت ایران تضمین می‌کرد که تا ۲۵ سال، نفت تولیدی را به شرکت‌های عضو کنسرسیوم (آمریکایی، انگلیسی، هلندی و فرانسوی) بفروشد. به این ترتیب، فروش نفت ایران پس از نزدیک به چهار سال وقفه، در بهمن سال ۱۳۳۳ از سر گرفته شد.
محمد درخشش، نمایندهٔ تهران در دورهٔ هجدهم مجلس شورای ملی، در مخالفت با قرارداد کنسرسیوم سخنرانی هفت‌ساعته‌ای انجام داد، اما در نهایت، مجلس با تنها ۵ رأی مخالف، قراداد کنسرسیوم را در ۲۹ مهر ۱۳۳۳ تصویب کرد. در این قرارداد، که به "قرارداد امینی-پیج" نیز معروف شده است، برخلاف قانون ملی شدن نفت ایران، باز هم اکتشاف و استخراج و فروش نفت به دست شرکت‌های خارجی سپرده شد، و ایران به دریافت حق‌الامتیاز (با نام مبهم "پرداخت اعلام شده") براساس اصل کلی پنجاه-پنجاه اکتفا کرد. به موجب قرارداد مزبور، شرکت نفت ایران و انگلیس ۴۰٪، شرکت‌های آمریکایی نیز ۴۰٪، شرکت شل ۱۴٪، و شرکت نفت فرانسه ۶٪ در منافع حاصله سهیم بودند.

## انتقادات
مصدق سعی کرد تا با شرکت نفت ایران و انگلیس مذاکره کند ولی شرکت پیشنهاد مصالحه او را رد کرد. طرح پیشنهادی مصدق برگرفته از مصالحه سال ۱۹۴۸ بین دولت ونزوئلا و شرکت کروئل سود عائد از نفت را به صورت ۵۰/۵۰ بین ایران و بریتانیا تقسیم می‌کرد. بریتانیا برخلاف توصیه آمریکا این پیشنهاد را رد کرد و در عوض به فکر براندازی دولت مصدق افتاد.
منوچهر فرمانفرمایان در مقابل معتقد است مصدق به دلیل عدم اطلاع از هزینه‌های تولید نفت، بهایی غیرواقعی را به طرف مقابل پیشنهاد نمود. به گفته فرمانفرمایان مصدق یک سیاستمدار مخالف بود و نه یک نفتگر، و در نتیجه نمی‌دانست چطور مصالحه کند. او رقم پیشنهادی مصدق برای سهم ایران از هر بشکه یعنی ۲۵ سنت را در آن زمان که قیمت هر بشکه یک دلار بود مبلغ چشمگیری می‌داند. به علاوه او از مصدق به دلیل آنکه از ادعاهای ایران در مورد درآمد شرکت‌های تابعه شرکت نفت ایران و انگلستان صرفنظر کرد انتقاد می‌کند.